# Sérent
Sérent [serɑ̃] est une commune française, située dans le département du Morbihan en région Bretagne, à proximité de Ploërmel.
Historiquement dans le grand-pays (ancien diocèse breton) de Vannes, elle fait aussi partie du pays historique du territoire de Porhoët.

## Géographie

### Localisation
Sérent se trouve à 30 km au nord-est de Vannes et à 70 km au sud-ouest de Rennes.

### Topographie
La superficie de la commune de Sérent est de 59,67 km2.

### Relief et hydrographie
Sérent est situé sur le massif de Pinieux qui fait partie des Landes de Lanvaux. L'est de la commune est occupé par la Tourbière de Kerfontaine, site classée Espace Naturel Sensible.
| - Carte topographique de la commune de Sérent. |

Les altitudes les plus élevées se rencontrent dans la partie nord-ouest du territoire communal : 157 mètres au nord de Robinson, 156 mètres près du hameau de la Grée Boury, 147 mètres près de celui de la Ville Baud ; une autre ligne de hauteurs traverse d'ouest en est la partie sud du finage communal ; le massif  de Pinieux, qui culmine à 122 mètres d'altitude. La partie centrale de la commune, sa partie nord-est ainsi que son extrême sud sont de moindre altitude, généralement autour d'une soixantaine de mètres. Le bourg est vers 65 mètres d'altitude.

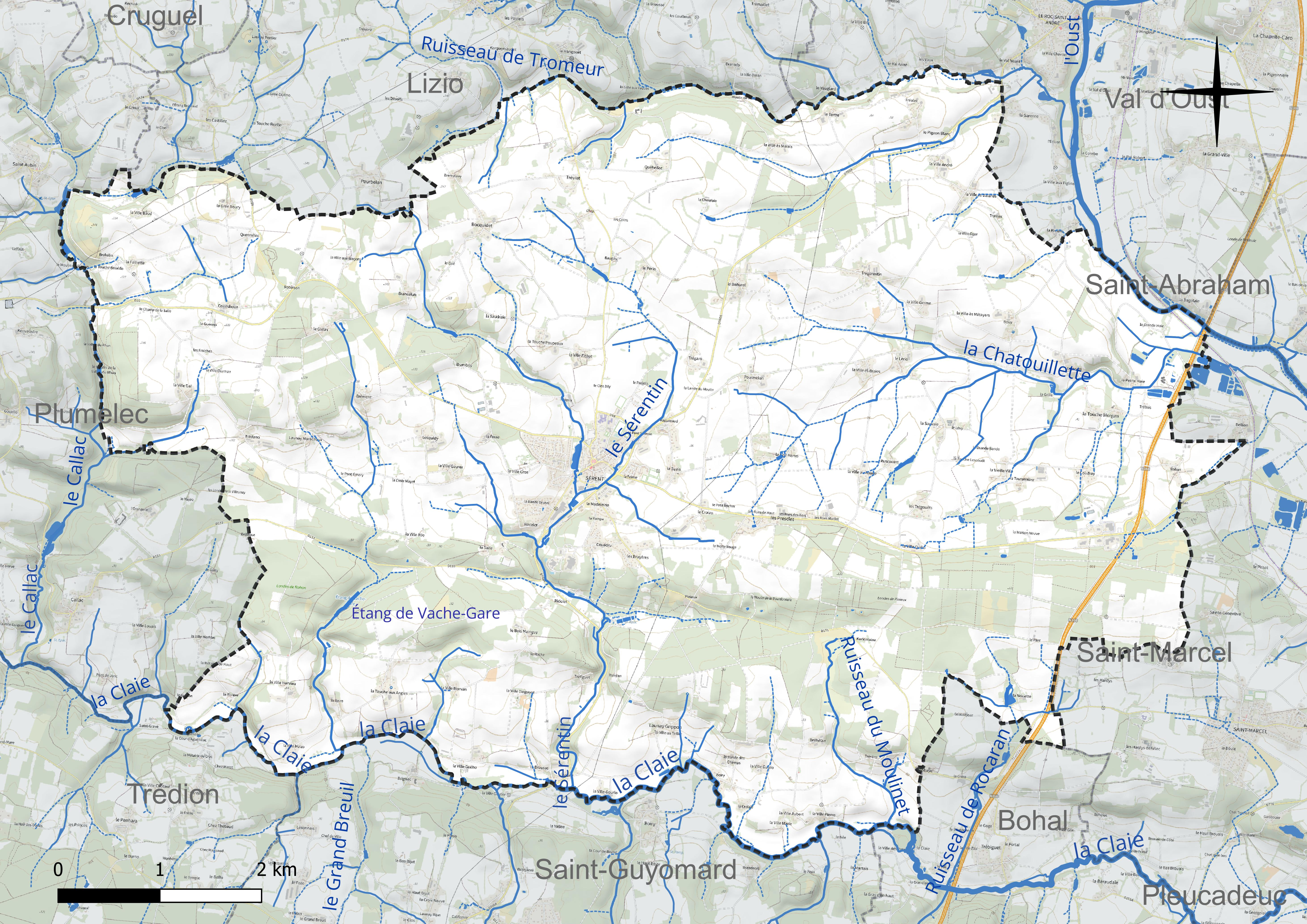
Carte du réseau hydrographique de Sérent.

Les altitudes les plus basses se rencontrent dans les vallées : l'Oust  (Canal de Nantes à Brest) est le cours d'eau principal est le cours d'eau principal, et sert de limite nord-est à la commune, la séparant de Saint-Abraham ; cet affluent de rive droite de la Vilaine coule vers 17 mètres d'altitude. L'Oust reçoit plusieurs affluents qui longent ou traversent la commune : le Ruisseau de Tromeur sert en partie de limite nord de la commune, la séparant de Lizio et de Roc-Saint-André (désormais intégrée à la commune nouvelle du Val d'Oust) ; le Ruisseau de la Chatouillette parcourt la partie centre-est de la commune ; la Claie sert de limite sud à la commune, la séparant de Trédion, Saint-Guyomard et Bohal.
Le Sérentin traverse la commune ; il prend sa source au nord du territoire communal, passe par le bourg de Sérent (ses eaux alimentant l'étang de Sérent), traverse en cluse les hauteurs des Landes de Lanvaux entre Tréfiguet et Rohéan, avant de se jeter au sud dans la Claie ; un autre petit affluent de la Claie est le Ruisseau du Moulinet qui draine la partie sud-est de la commune. Côté ouest, le Ruisseau de Callac, un autre affluent de la Claie, sépare Sérent de Plumélec.
Plusieurs moulins à eau étaient signalés par le passé (Brévent [Brévan], la Ville-Baud, la Vallée, le Rhun, sur le ruisseau de Callac ; Tromeur et Marzac sur le ruisseau de Tromeur) ; tous ont disparu, de même que les moulins à vent des Coëts, de Brambily et de Pinieux, celui de Bréhelin subsiste, mais est en ruine.
Les sables et graviers alluvionnaires du lit majeur de la vallée de l'Oust sont exploités en carrières par la société "Matériaux de l'Oust".

### Hydrographie
Pour un article plus général, voir Réseau hydrographique du Morbihan.
La commune est située dans le bassin Loire-Bretagne. Elle est drainée par le canal de Nantes à Brest, l'Oust, la Claie, la Chatouillette, le Callac, le Sérentin, le Tromeur, le ruisseau de Rocaran, le ruisseau le Moulinet et divers autres petits cours d'eau,.
Le canal de Nantes à Brest est un canal, chenal et un estuaire et un cours d'eau naturel navigable sur une grande partie de son cours, d'une longueur de 364 km, prend sa source dans la commune de Nort-sur-Erdre et se jette  dans la Loire à Nantes. 
L'Oust, d'une longueur de 145 km, prend sa source dans la commune de La Harmoye et se jette  dans la Vilaine à Rieux, après avoir traversé 46 communes. 
La Claie, d'une longueur de 62 km, prend sa source dans la commune de Saint-Allouestre et se jette  dans le canal de Nantes à Brest à Saint-Congard, après avoir traversé 13 communes. 

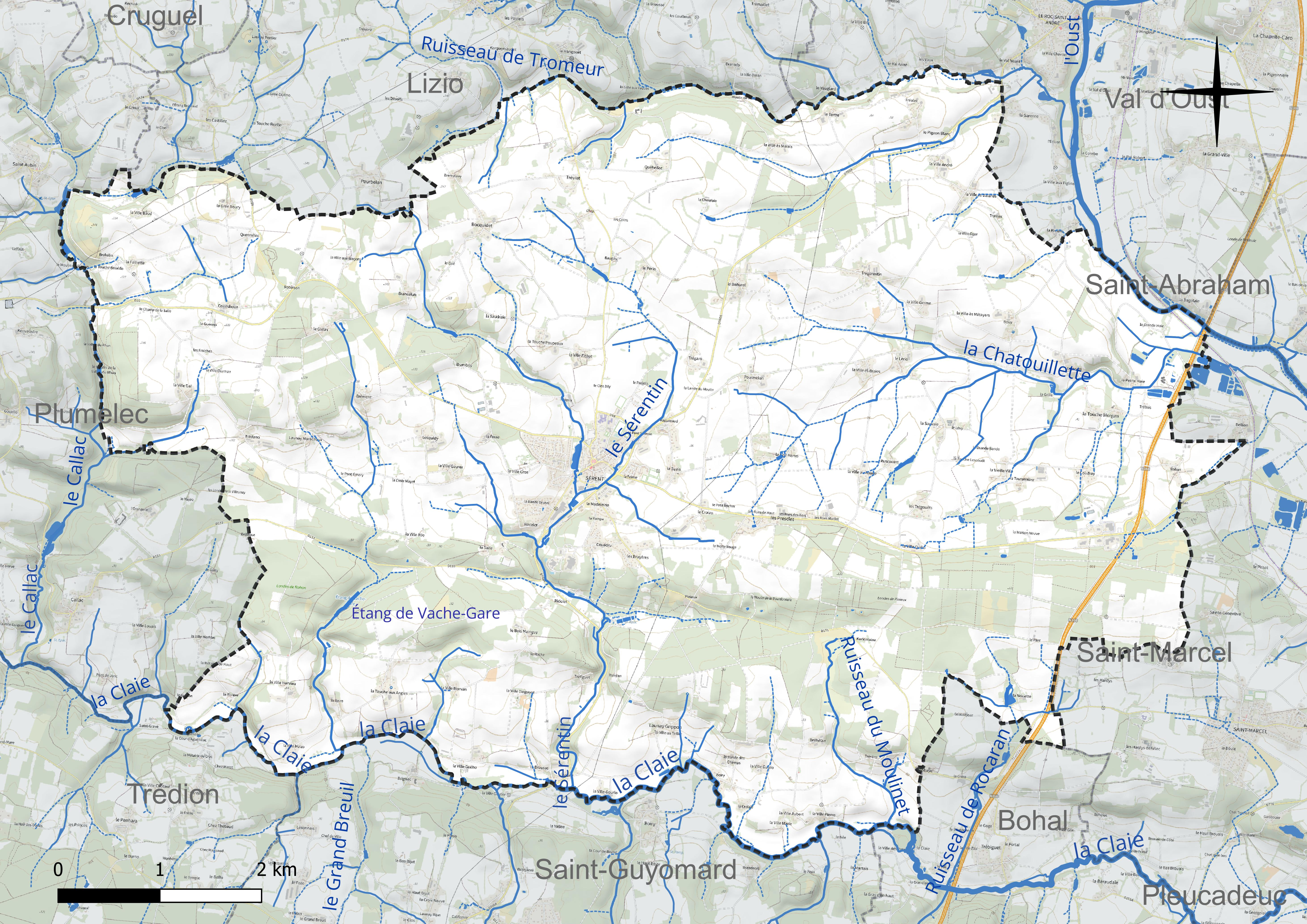
Réseau hydrographique de Sérent.

Un plan d'eau complète le réseau hydrographique : l'étang de Vache-Gare (0,57 ha),.

### Climat
Pour des articles plus généraux, voir Climat de la Bretagne et Climat du Morbihan.
En 2010, le climat de la commune est de type climat océanique franc, selon une étude du CNRS s'appuyant sur une série de données couvrant la période 1971-2000. En 2020, Météo-France publie une typologie des climats de la France métropolitaine dans laquelle la commune est exposée à un climat océanique et est dans la région climatique  Bretagne orientale et méridionale, Pays nantais, Vendée, caractérisée par une faible pluviométrie en été et une bonne insolation. Parallèlement l'observatoire de l'environnement en Bretagne publie en 2020 un zonage climatique de la région Bretagne, s'appuyant sur des données de Météo-France de 2009. La commune est, selon ce zonage, dans la zone « Intérieur Est », avec des hivers frais, des étés chauds et des pluies modérées.
Pour la période 1971-2000, la température annuelle moyenne est de 11,5 °C, avec une amplitude thermique annuelle de 12,4 °C. Le cumul annuel moyen de précipitations est de 919 mm, avec 13,2 jours de précipitations en janvier et 7,1 jours en juillet. Pour la période 1991-2020, la température moyenne annuelle observée sur la station météorologique la plus proche, située sur la commune de Pleucadeuc à 12 km à vol d'oiseau, est de 11,9 °C et le cumul annuel moyen de précipitations est de 907,2 mm,. Pour l'avenir, les paramètres climatiques de la commune estimés pour 2050 selon différents scénarios d'émission de gaz à effet de serre sont consultables sur un site dédié publié par Météo-France en novembre 2022.

### Voies de communication et transports

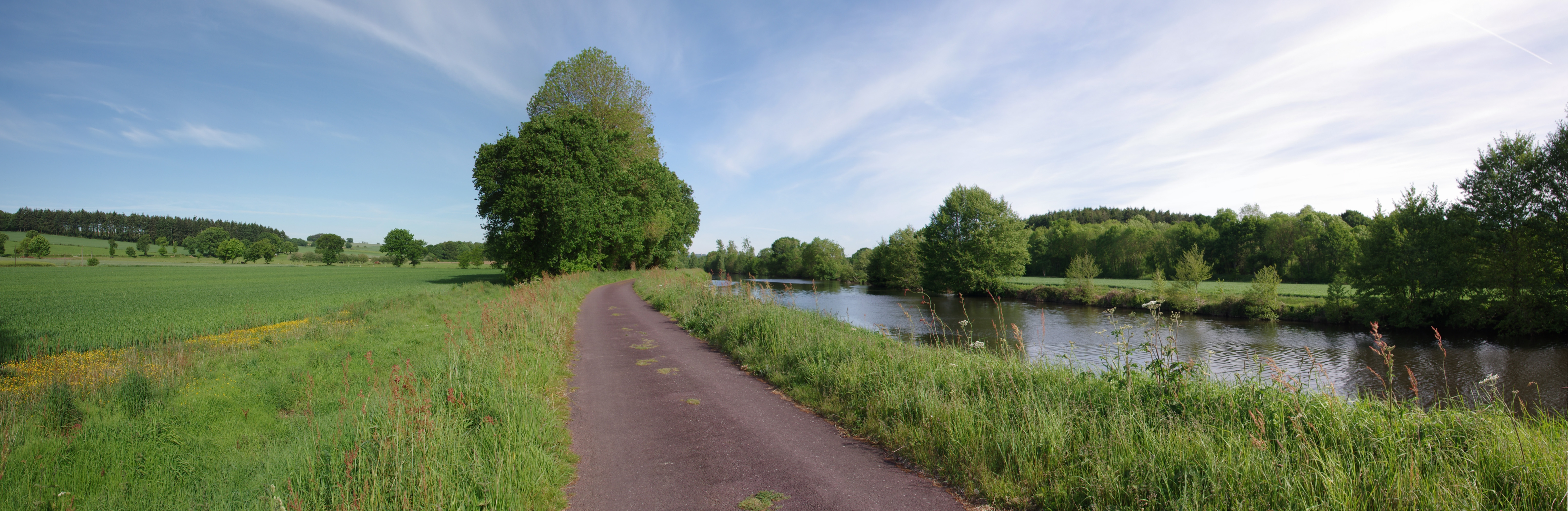
L'Oust canalisé (Canal de Nantes à Brest) et le chemin de halage dans un secteur de la commune fortement remembré.

Sérent est longé par le Canal de Nantes à Brest (Oust canalisé), ouvert à la navigation touristique.

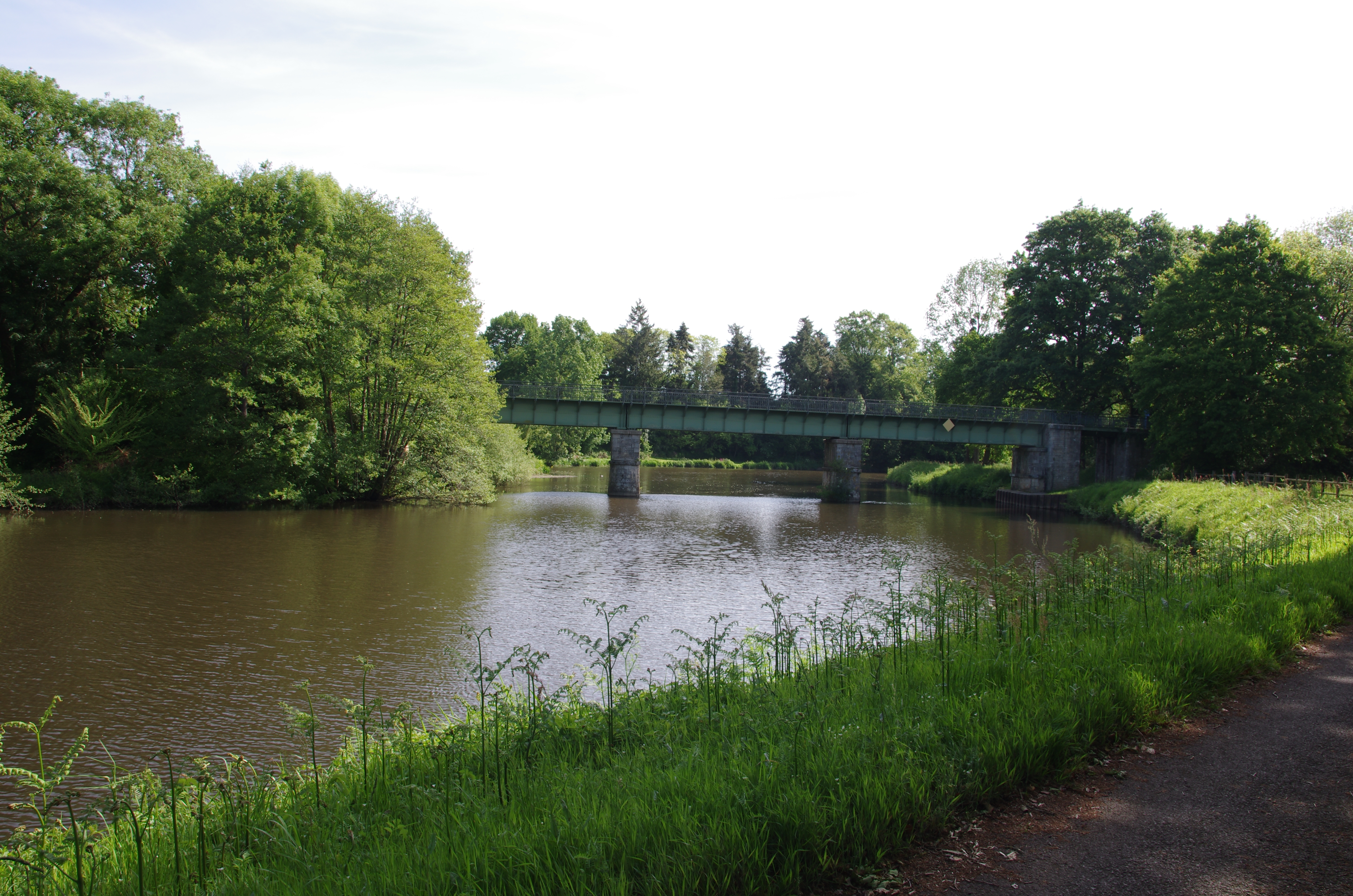
Le pont de la Bagotaie sur l'Oust (RN 166 entre Sérent et La Chapelle-Caro).

Sérent est traversé à l'est par la Route nationale 166 (axe Vannes - Ploërmel, aménagé en voie express) et est desservie  par l'échangeur du Gros Chêne, auquel le bourg de Sérent est relié par la D 10. La D 766a (ancienne Route nationale 166 allant de Vannes à Ploërmel, déclassée en route départementale) traverse du sud au nord la commune, venant de Saint-Guyomard et se dirigeant vers le Roc-Saint-André.
La commnue est aussi desservie par la ligne 4 du service de car BreizhGo.

### Paysages et habitat
Dans ses parties cultivées, la commune présente un paysage de bocage ; les landes et bois sont prédominants dans les parties les plus hautes de la commune (Landes de Plumieux et Landes de Rohan par exemple). L'habitat dispersé est caractéristique de la commune qui possède de nombreux écarts formés de hameaux (appelés localement villages) et fermes isolées.
La commune a conservé son caractère rural. Le bourg est toutefois entouré de plusieurs lotissements construits depuis la Seconde Guerre mondiale et une modeste zone industrielle, dite de la Croix Balais, est situé à son sud.

## Urbanisme

### Typologie
Au 1er janvier 2024, Sérent est catégorisée bourg rural, selon la nouvelle grille communale de densité à sept niveaux définie par l'Insee en 2022.
Elle est située hors unité urbaine et hors attraction des villes,.

### Occupation des sols

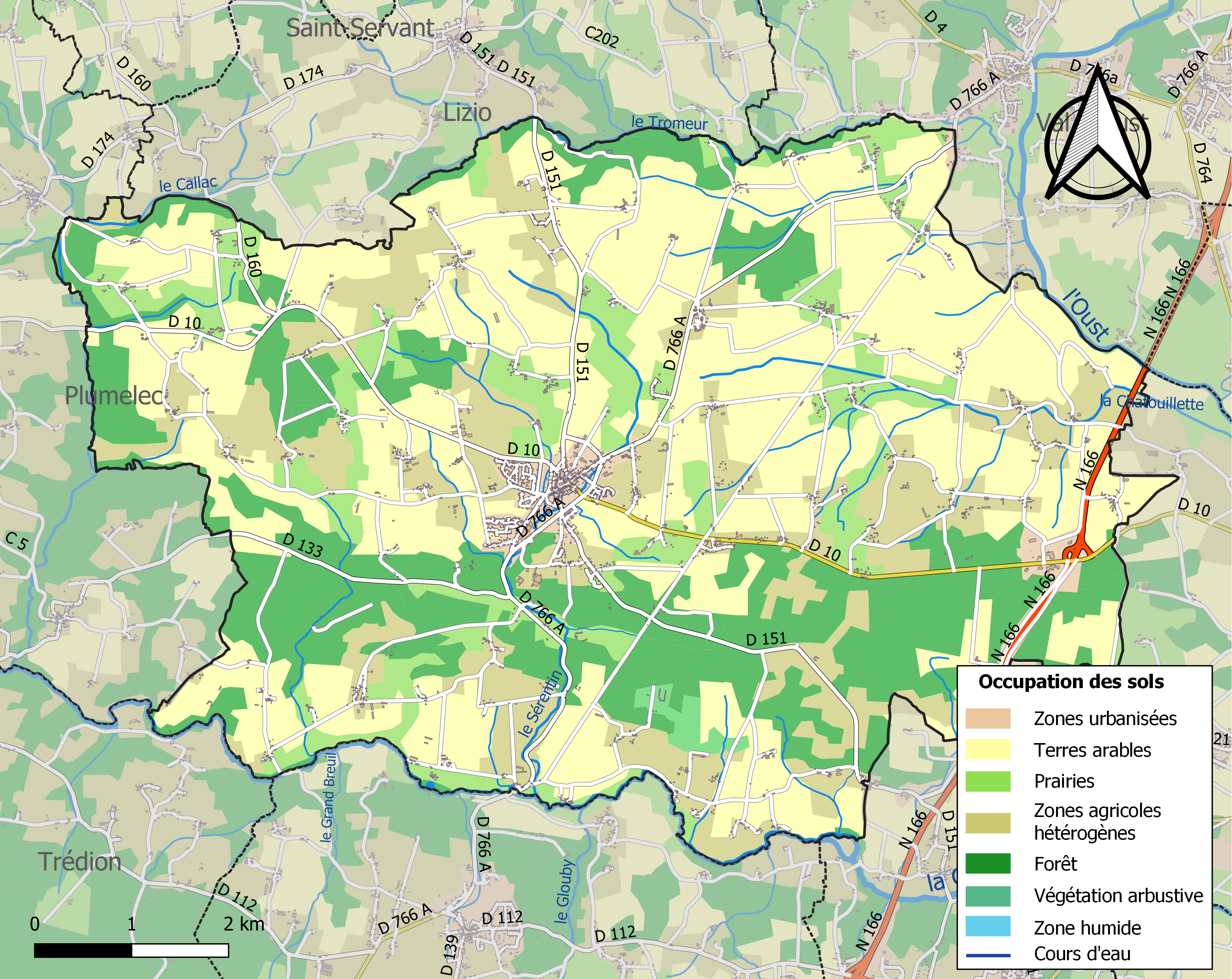
Carte des infrastructures et de l'occupation des sols de la commune en 2018 (CLC).

Le tableau ci-dessous présente l'occupation des sols de la commune en 2018, telle qu'elle ressort de la base de données européenne d’occupation biophysique des sols Corine Land Cover (CLC).
| Type d’occupation                                 | Pourcentage | Superficie (en hectares) |
| ------------------------------------------------- | ----------- | ------------------------ |
| Tissu urbain discontinu                           | 1,7 %       | 102                      |
| Réseau routier et ferroviaire et espaces associés | 1,0 %       | 58                       |
| Terres arables hors périmètres d'irrigation       | 43,0 %      | 2591                     |
| Prairies et autres surfaces toujours en herbe     | 11,8 %      | 709                      |
| Systèmes culturaux et parcellaires complexes      | 18,6 %      | 1121                     |
| Forêts de feuillus                                | 1,7 %       | 100                      |
| Forêts de conifères                               | 12,5 %      | 754                      |
| Forêts mélangées                                  | 9,3 %       | 559                      |
| Forêt et végétation arbustive en mutation         | 0,5 %       | 33                       |
| Source : Corine Land Cover                        |             |                          |

## Toponymie
Le nom de la localité est attesté sous les formes Serent en 866 et 1166, Serant en 1383, Serent en 1387, Sereint en 1516, Serans en 1630.
Selon Ernest Nègre le nom de Sérent contiendrait une racine "pré-celtique" *ser qui aurait signifié « couler, se mouvoir rapidement et violemment » et aurait, la plupart du temps, donné leurs noms à des cours d'eau. Sérent et le Sérentin - ruisseau dans le bassin duquel la ville est implantée - sont donc liés étymologiquement. N-Y Tonnerre ne voit pas d'origine bretonne au toponyme, et le rattache plutôt  à Serrant, Serandon et Serain. Erwan Vallerie pense à un anthroponyme breton ou "latin en évolution brittonique" (Communes bretonnes et paroisses d'Armorique, pp. 62 et 214) pour une paroisse primitive. L'hypothèse d'un Serent hagionyme sans préfixe (plou-) lui paraît "téméraire". Mais la forme Serent dès 878 ne permet pas le rapprochement de Dauzat avec un latin *Serannus. Ph. Jouët fait observer (Bull. Amis des Etudes celtiques, 1990, 1) que serentin est formé sur Sérent et ne peut avoir donné le nom de la paroisse. Un "pré-celtique" inconnu n'est pas identifiable ici. De plus, la commune compte beaucoup de toponymes et de noms de famille (moyen-)bretons. En fait, elle a vu plusieurs vagues de défrichements qui expliquent ce caractère.
Sérent est appelé S'ran ou S'rin en gallo.

## Histoire

### Préhistoire et Antiquité

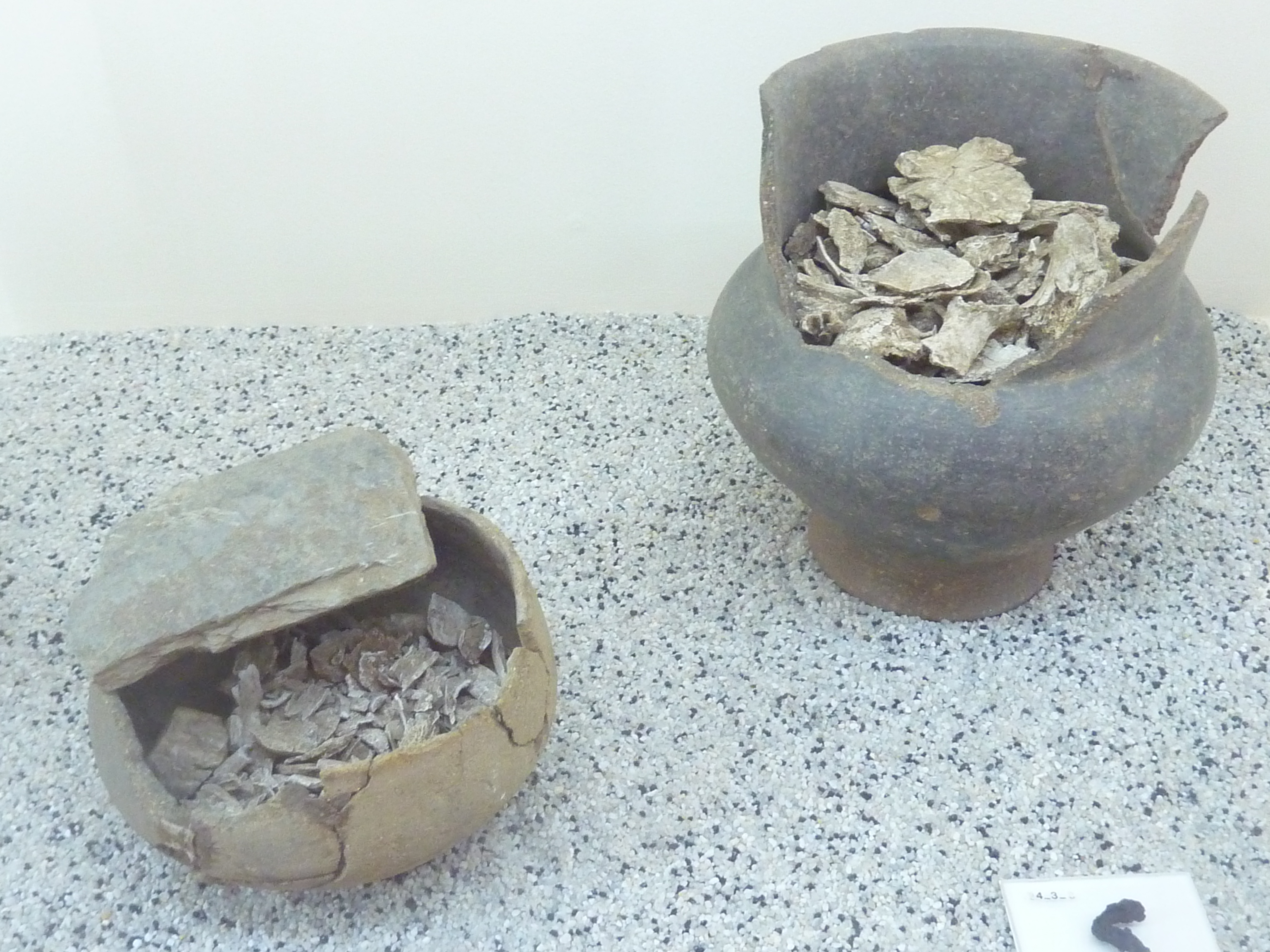
Deux des onze urnes cinéraires trouvées dans la nécropole protohistorique de Boquidet à Sérent et contenant les ossements de défunts (Musée d'histoire et d'archéologie de Vannes).

Des vestiges mégalithiques, tombelles, sépultures, chambres souterraines et plus spécifiquement la nécropole hallstattienne de Boquidet, lieu-dit de Sérent, y attestent une présence humaine très ancienne. La découverte, entre autres, de dix urnes cinéraires intactes sur onze en 1932 à Boquidet et étudiées en 2005 ont permis un éclaircissement notable sur les pratiques funéraires en Bretagne à l'âge du fer et plus précisément aux VIe et Ve siècles b.p..

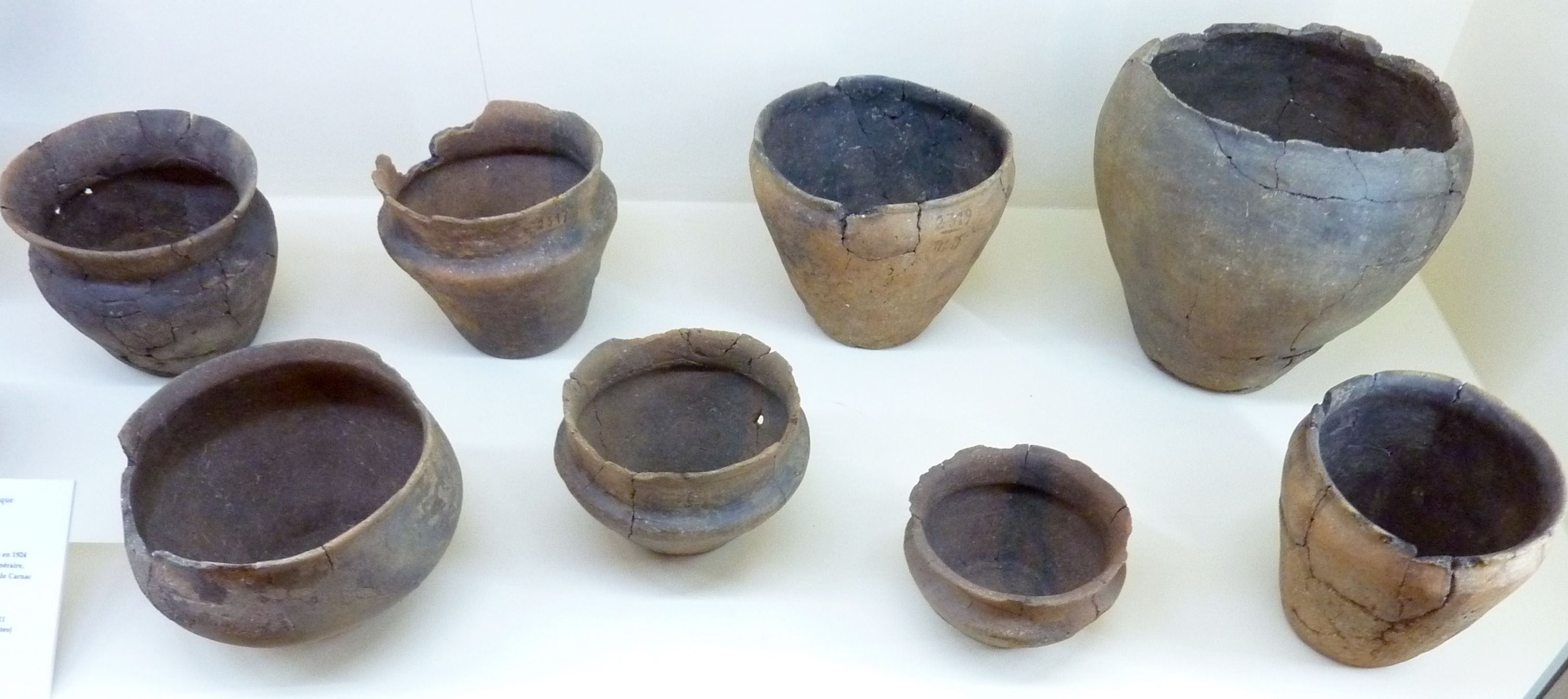
Sérent : urnes cinéraires trouvées dans la nécropole protohistorique de Boquidet (VIe ou Ve siècle av. J.-C., musée de la préhistoire de Carnac)
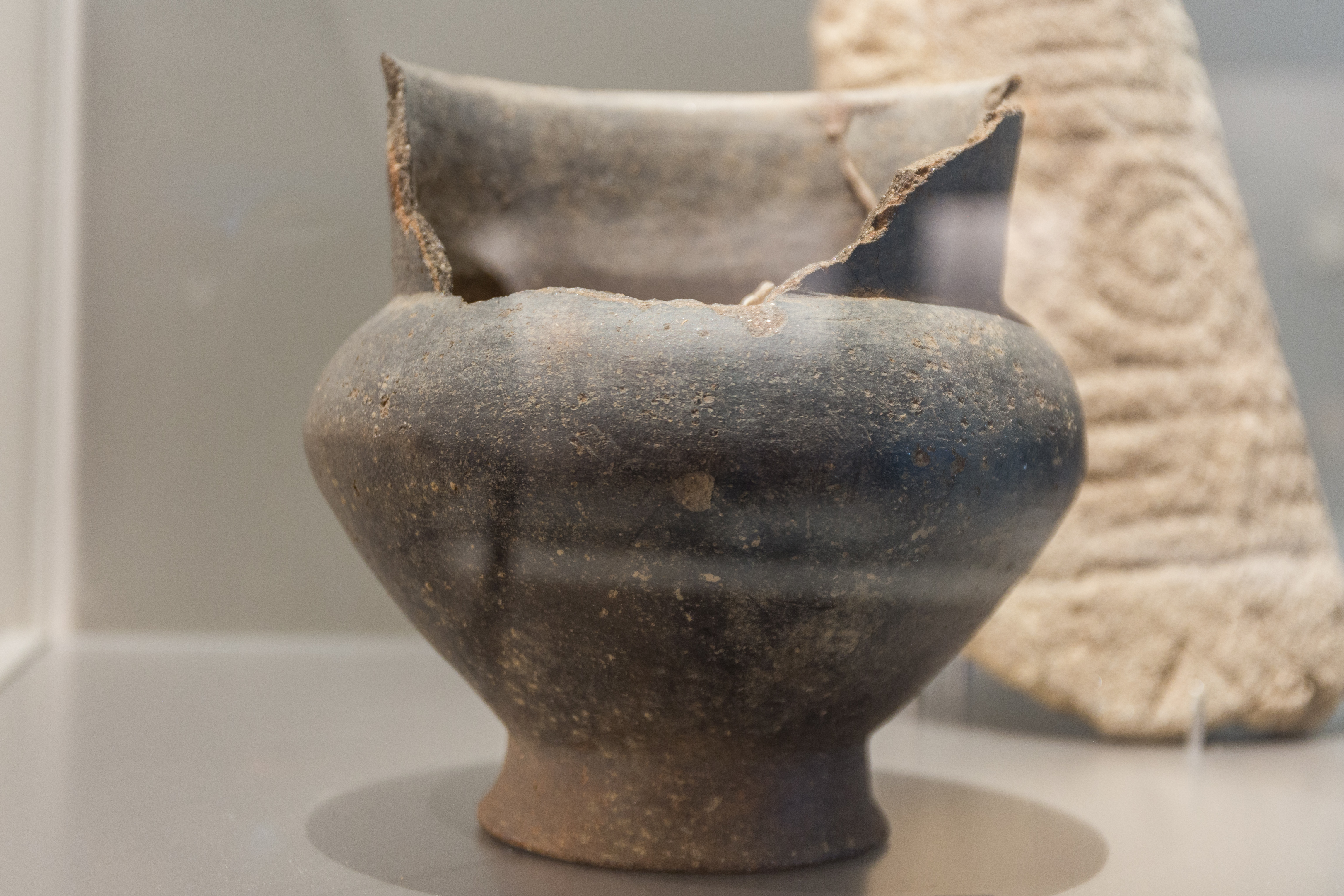
Urne cinéraire graphitée du 5e siècle avant JC, découverte à Sérent (Collection du musée d'histoire et d'archéologie de Vannes).

Des briques et poteries datant de l'époque gallo-romaine ont été trouvées dans la lande de Tregaro, ainsi qu'à Pouz-Mélan et la Ville-ès-Bretz. La voie romaine allant de Condate Riedonum (Rennes) à Vorgium (Carhaix) entrait en Sérent près du village des Haies, traversait l'Oust, passait près des villages de la Touche-Morgan, du Léry, de la Ville-au-Rouge, avant d'entrer dans l'actuelle commune de Plumelec. Plusieurs enceintes fortifées (des camps romains) ont été retrouvées (près du Crouézic, de Sainte-Geneviève, de la Lande-Pinieuc, de Vieille-Ville, de Breman et du manoir de Bothurel.

### Moyen Âge
La première allusion à Sérent date de la fin du IXe siècle dans le cartulaire de Redon. En effet, le premier écrit connu mentionne Billy de Sérent, qui donna une terre à l'abbaye Saint-Sauveur de Redon, en 857. Puis, une terre située sur la paroisse de Sérent est donnée en 878 à l'abbaye de Redon par un certain Bertwal. Vers 1030, c'est un nommé Ratfred qui donne à l'abbaye de Redon la terre de Brois (ou de La Brousse). La Terre de Sérent ou de La Chapelle en Sérent a été érigée en baronnie banerette en 1318 par Jean III, duc de Bretagne en faveur d'Olivier II, sire de La Chapelle, maréchal de Bretagne. 1351, Jehan de Sérent, seigneur de Sérent participa au combat des Trente sous les ordres de Beaumanoir, chef local des blésistes (parti de Charles de Blois prétendant au trône de duc de Bretagne lors de la guerre de succession).
La seigneurie de Sérent est fort ancienne (elle fut érigée en baronnie en 1319 par le duc Jean III de Bretagne). La famille de Sérent est connue depuis Guéhénoc de Sérent, seigneur de Sérent, né en 950 ; parmi ses membres Josselin de Sérent, participa à la Troisième croisade et fut tué lors du siège de Saint-Jean-d'Acre ; Guéhénoc de Sérent (né vers 1180, décédé après 1274), participa à la Croisade des barons en 1239 ; Alain de Sérent, né vers 1280 au moulin de Tromeur, tué à la bataille de Cassel en 1328 ; Jean I de Sérent participa en 1351 au combat des Trente dans le camp de Jean de Montfort ; Régnaud de Sérent, seigneur de la Rivière, présent à la réformation de 1513.

### Temps modernes

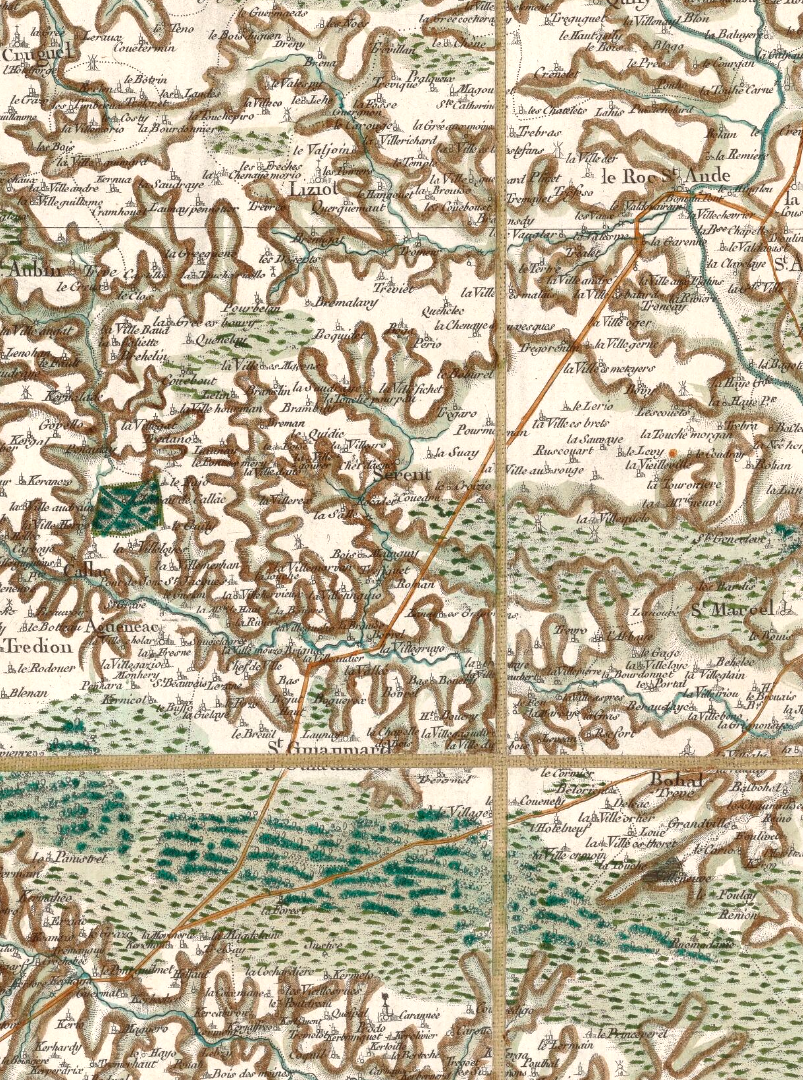
Carte de Cassini de la paroisse de Sérent et de ses trèves (Lizio, Roc-Saint-André et Saint-Guyomard) en 1789.

Un procès-verbal daté du 12 avril 1663 a été conservé concernant l'enquête sur les preuves de noblesse de Pierre de Sérent, baptisé le 26 juillet 1644 à Vannes (son père Pierre de Sérent, né en 1609 à Sérent, décédé en 1663 y était président du Présidial et fut aussi sénéchal de Vannes).
Jean-Baptiste Ogée décrit ainsi Sérent en 1778 : 

« Serent : dans un fond ; à 6 lieues au Nord-Est de Vannes, son évêché ;  à 15 lieues de Rennes ; et à 2 lieues de Malestroit, sa subdélégation. Cette paroisse ressortit à Ploërmel, et compte 6 000 communiants, y compris ceux de Lizio, de Roc-Saint-André, et de Saint-Guiomart ou Saint-Maurice, ses trèves : la cure est à l'alternative. Le territoire , pays couvert [de bocage] et d'une superficie inégale, renferme des terres en labeur [labour] de bonne qualité , des prairies , et des landes. (..) Le Baron de Serent est seigneur supérieur et prééminencier de la paroisse de Serent et de ses trèves. »

Le même auteur énumère les nombreuses seigneuries de la paroisse : Tromeur (appartenant aux seigneurs de Serent), Bovrel, Brignac, la Salle, Castiller, Villedez (toutes disposant des droits de haute, moyenne et basse justice), la Touche-Carné (haute justice), Chenaye-Morix, Bohurel, Ville-Guihart, Val-Néant, Ville-Chevrier, Rohean (celles-ci disposant du droit de moyenne justice), Ville-des-Prés (basse justice), etc..
Armand-Louis de Sérent (1736-1822), marquis de Kerfily (en Elven), qui fut notamment président de l'Ordre de la noblesse lors des États de Bretagne de 1774 et précepteur des deux fils du comte d'Artois (futur roi Charles X), est un descendant de la famille de Sérent (branche de la Rivière) ; il fut fait duc de Sérent en 1814 et siégea à la Chambre des Pairs.

### Révolution française
En 1790, Sérent est érigé en commune, devient chef-lieu du canton qui porte son nom entre 1793 et 1801, puis est incorporée dans le canton de Malestroit.
La commune connut une histoire mouvementée lors de la Révolution où l'opposition entre Chouans et « Bleus » (Républicains) ravagea les campagnes, il en fut de même durant la "petite chouannerie". Sérent était au moment de la Révolution au cœur de la zone contrôlée par les Chouans de Georges Cadoudal auxquels elle fournissait hommes et vivres de bon ou de mauvais gré. Comme dans toute l'aire géographique concernée par la chouannerie, à Sérent et autour les notables étaient majoritairement républicains ; les aristocrates, les paysans et autres membres des basses-classes étaient bien souvent soit sympathisants du mouvement chouan, soit chouans eux-mêmes. l'Armée catholique et royale du Morbihan était même composée d'une colonne dite "colonne de Sérent" qui, avec celle de Bignan et celle de Pleugriffet composait la légion de Bignan. Cette colonne de Sérent était commandée par le lieutenant-colonel Mathurin Le Goësble, major de la légion, la 1re compagnie de Sérent avait pour capitaine Joseph Guého, la 2e compagnie était, elle, dirigée par le capitaine Guillaume Guimard, des Sérentais. Quant aux notables, trois d'entre eux périrent assassinés par les Chouans de Pierre Guillemot dit le Roi de Bignan - donc probablement par des Chouans sérentais - soit pour avoir commandé la traque des prêtres réfractaires Noël Briend et Pierre Mahieux, soit pour avoir empêché leurs actions, soit pour ces deux raisons ; il s'agit de Mathurin Gloux, juge de paix par intérim puis membre du comité de surveillance républicain, de François Marie Vincent Loaisel, juge de paix de Sérent, tous deux tués en 1795, et de Mathurin Mouée, officier municipal de Sérent, "massacré avec des sabres ou des haches " en 1801.

### LeXIXesiècle
Vers 1840, lorsque l'abbé Marot, recteur de Sérent, faisait préparer un local destiné à recevoir les religieuses qui devaient tenir l'école de cette paroisse, il fut dénoncé à l'autorité civile, pour avoir gravé, au frontispice du portail de la cour, cette inscription sybilline : "V - H - V" ("Vive Henri V") , ce qui était un symbole fort d'opposition à la Monarchie de Juillet ; il se dédouana en prétextant que ces initiales voulaient dire " Virginibus Huc Venturis" ("Aux Vierges qui doivent venir ici").
Le 27 août 1848 des troubles graves éclatèrent à Malestroit lors des élections pour le conseil d'arrondissement : les électeurs de 4 communes  (Sérent, Lizio, Saint-Abraham, Saint-Guyomard) se disputèrent pour savoir quelle commune voterait la première : « les pierres que se jetaient les combattans atteignirent beaucoup de vitres et quelques habitans de Malestroit ; aussitôt la Garde nationale fut convoquée et, par un mouvement de frayeur fort regrettable, elle tira sur les paysans de ces communes. Deux furent atteints assez grièvement ; on pense que la blessure de l'un d'eux est mortelle. Nous avons demandé que l'on fit voter chaque commune au chef-lieu de la commune, et non au chef-lieu de canton ». Dans un autre article paru quelques jours plus tard le même journal précise que le commencement des troubles serait dû à des électeurs de Ruffiac qui auraient commencé dans l'après-midi à frapper des électeurs de Sérent qui commençaient à danser et qu'une trentaine de Sérentais auraient été blessés.
A. Marteville et P. Varin, continuateurs d'Ogée, décrivent ainsi Sérent en 1853 : 

« Sérent (sous l'invocation de saint Pierre) : commune forme de l'ancienne paroisse de ce nom, moins ses trèves Lizio, Saint-Guyomard et Roc-Saint-André ; aujourd'hui succursale; chef-lieu de perception. (..)Principaux villages : la Ville Baud, la Gréebourg, , la Ville Gal, la Ville-Fichet, , la Suais, Lesquidic, Bredano, la Ville-Hervieux, Tréfiguet, Launay, Grippon, la Vieille-Ville, Bovy, la Grande-Haie, Trégorantin, le Glétin, la Touche, Morgan, Trébras, Rohan. Superficie totale 5 964 hectares 82 ares, dont (..) terres labourables 1 975 ha, prés et pâturages 805 ha, , marais 4 ha, bois 72 ha, châtaigneraies 54 ha, vergers et jardins 116 ha, landes et incultes 2 810 ha (..). Moulins des Coëts, de la Bordonnaye, de Brambilly, de Pinieux, à vent ; de la Salle, de Tromeur, de Brévent, de Marzacde la Ville-Baud, de la Vallée, du Rhun, à eau. Maisons importantes : château de Tromeur, de la Salle, de la Rivière, de Bothurel. (..) Il y a foire le 19 mars, le 28  mai, les 26 juillet, 8 septembre et 2 novembre. Géologie : schiste talqueux dans l'ouest-nord-ouest ; schiste argileux, exploité comme ardoise, en plusieurs points. On parle le français [en fait le gallo]. »

Ces mêmes auteurs écrivent aussi qu'« on a jadis exploité en Sérent beaucoup de minerai de fer, à l'aide de petites forges à bras : on voit les traces d'usines de ce genre entre les deux moulins à vent de Plumieux. Ce minerai est aujourd'hui dirigé sur les forges de Trédion ».
En 1867 une épidémie de rougeole provoqua 30 décès à Sérent.
Le journal La Croix publie le 30 août 1888 un long article citant la protestation en date du 10 août 1888 du conseil municipal de Sérent contre la laïcisation de l'école des garçons, tenue jusque-là par les Frères de Ploërmel et l'ouverture d'écoles de hameaux à Couëtbout et Les Haies alors que cela « n'a été demandé par aucun habitant de Sérent ». En octobre 1888 le conseil municipal de Sérent déclare que « l'attitude des institutrices laïques qu'on nous a imposées a produit jusqu'ici, parmi nous, la plus triste impression » reprochant aux deux jeunes femmes venant d'être nommés de « faire danser les filles avec les garçons », d'aller « jouer aux cartes dans les auberges du bourg » et de « faire monter leurs élèves, en pleine foire, sur des chevaux de bois ».

### LeXXesiècle

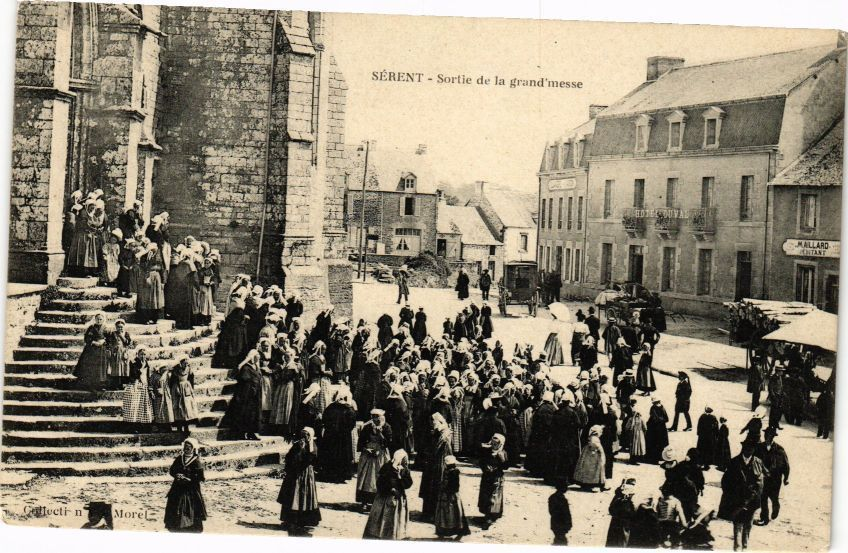
Sortie de la messe à Sérent vers 1905.

#### Les ardoisières
Dans les dernières décennies du XIXe siècle et au début du XXe siècle l'industrie des carrières d'ardoise se développa considérablement (la première ouvre en août 1861 et au moins 5 autres ouvrent entre cette date et 1927) laissant encore aujourd'hui de profondes traces dans le massif de Pinieux [Pinieuc] : en 1861 Sérent est une ville prospère grâce à ses carrières d'ardoise dans les landes et à Kerfontaine. Au total on y retrouve cinq grosses carrières sur le secteur et plus d'une dizaine dans les environs. L'extraction d'ardoise a pris fin à la sortie de la Première Guerre mondiale. En tout 27 sites d'ardoisières ont pu être retrouvées à Sérent dont une vingtaine dans les landes de Pinieux.
Certaines carrières sont de nos jours ennoyées et leur profondeur peut atteindre une centaine de mètres, voire plus ; elles présentent des dangers qui nécessitent des travaux de sécurisation.

#### La Belle Époque
Le 6 mars 1906 eut lieu l'inventaire des biens d'église de Roc-Saint-André, La Chapelle et Sérent. « L'un des vicaires de Sérent et celui de Lizio ont été arrêtés et conduits, menottes aux mains, et sous escorte, au tribunal de Ploërmel pour y être jugés le soir même ».
En 1907 le journal L'Ouest-Éclair déplore l'arriération des pratiques agricoles dans la région : « Que de landes encore, du côté de Campénéac par exemple, et comme les paysans sont routiniers par là. À Malestroit c'est pis encore ; de Saint-Marcel au Roc-Saint-André, par Sérent, de Réminiac à Monterrein, par Caro, comptez les terrains incultes, à peine plantés de maigres sapins. (..) Pourquoi alors ces progrès si lents qui paraissent nuls ? Pourquoi le sol de Sérent ou de Ménéac ne produiraient-ils pas aussi bien que celui de Bréhan ? Ces terrains sont trop maigres, dira-t-on. (..) La faute n'est pas à la terre, elle n'est pas plus au manque de bras, elle est au manque d'initiative, au manque d'influences compétentes ».

#### La Première Guerre mondiale
Le monument aux morts de la guerre 1914-1918 porte les noms de 160 soldats morts pour la France pendant la Première Guerre mondiale ; parmi eux 3 sont morts en Belgique (Joseph Courant à Maissin dès le 22 août 1914, Mathurin Bourdonnais et Jean Caillot à Nieuport le 18 décembre 1914) ; quatre sont morts en Allemagne dont trois de maladie (Joseph Duval, Joseph Le Déan et Laur Braud) alors qu'ils étaient prisonniers de guerre et un accidentellement (Victor Gloux) le 1er juin 1919, donc après l'armistice alors qu'il faisait  partie des troupes françaises d'occupation ; Pierre Dréan est mort de maladie en Suisse en 1917 alors qu'il était interné dans ce pays neutre ; trois sont morts (de maladie) en 1918 dans le cadre de l'expédition de Salonique (Jean Le Hé et Joseph Marot en Grèce et Henri Le Blanc dans l'actuelle Macédoine du Nord) : la plupart des autres sont morts sur le sol français dont onze, décorés à la fois de la Médaille militaire et de la Croix de guerre, deux de la Médaille militaire et cinq de la Croix de guerre.

#### L'Entre-deux-guerres

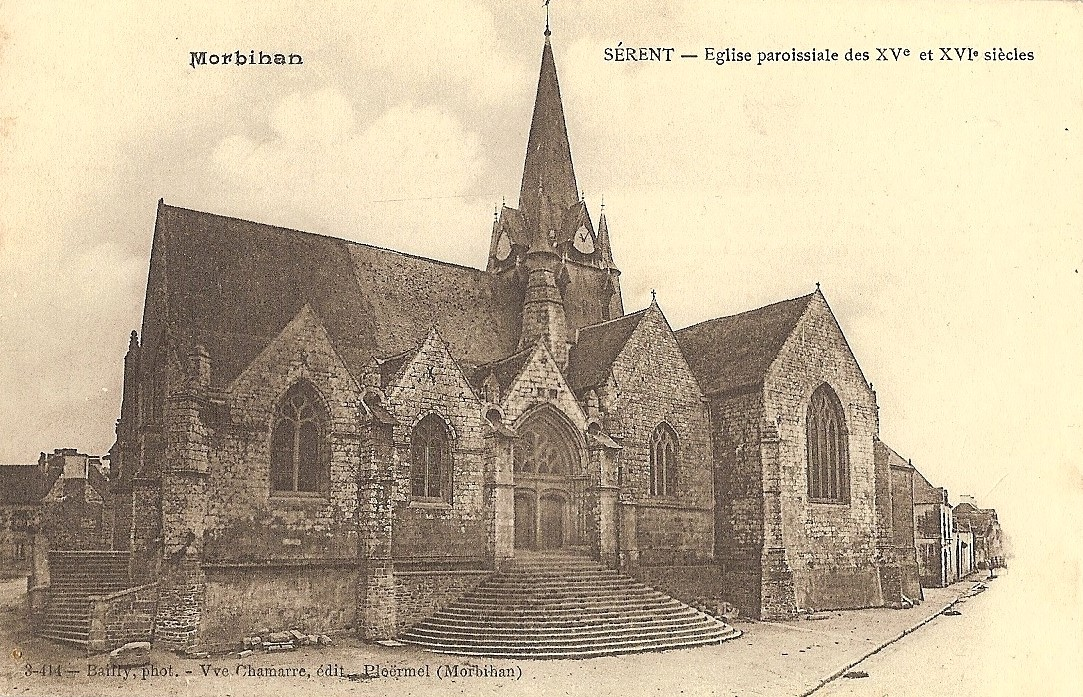
L'église paroissiale Saint-Pierre vers 1920 (carte postale).
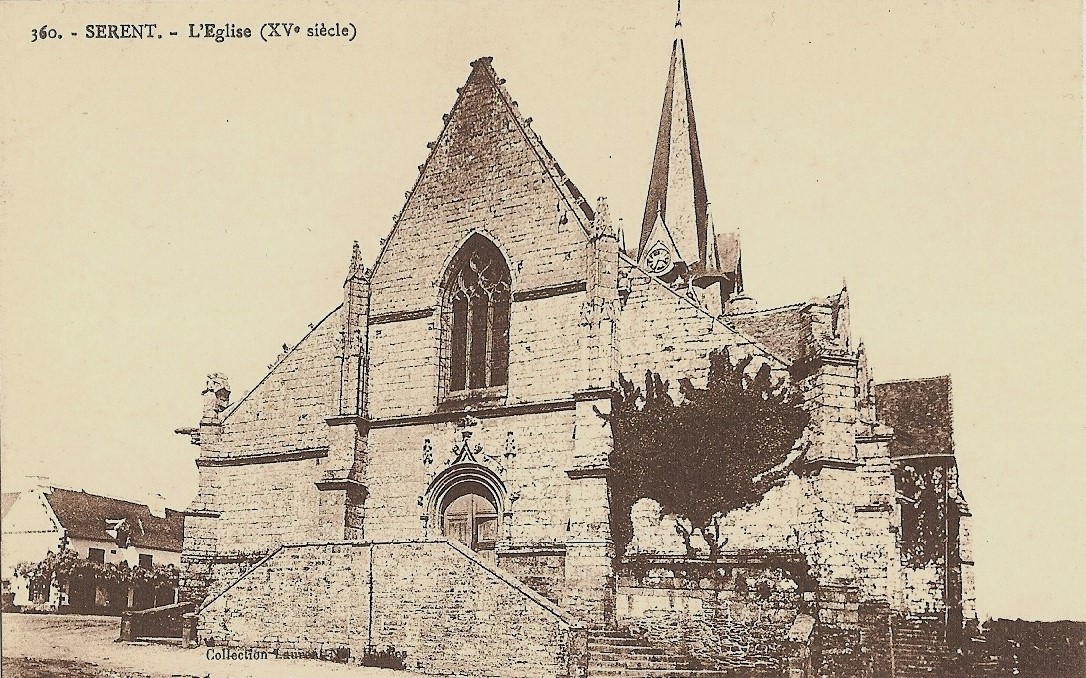
L'église paroissiale Saint-Pierre vers 1920 (carte postale).
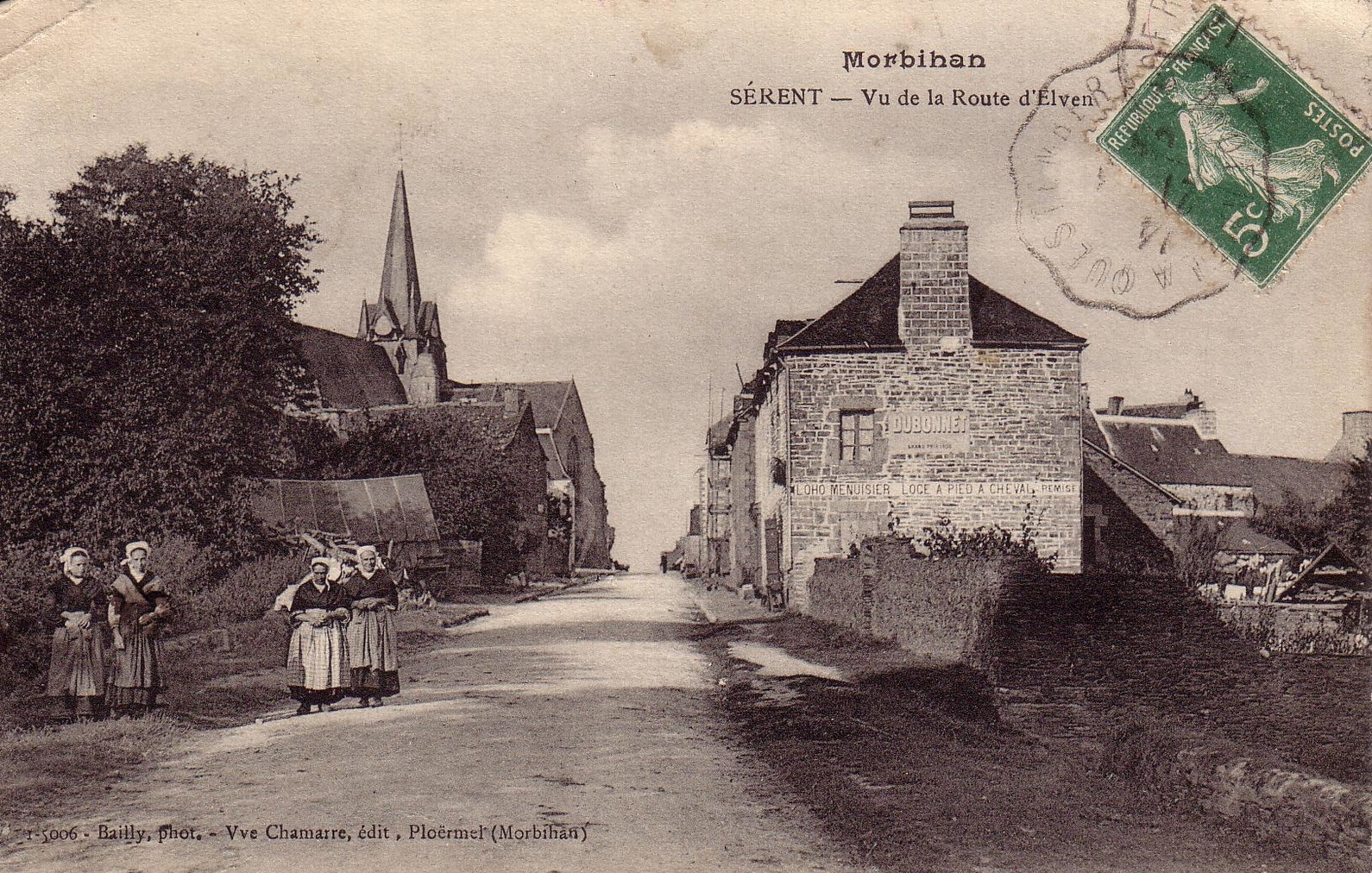
Le bourg de Sérent vu de la route d'Elven (carte postale).
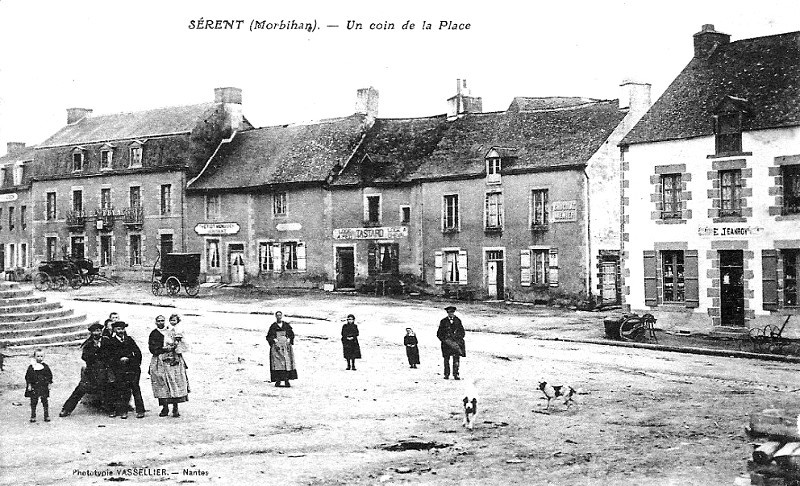
Un coin de la place du bourg vers 1925 (carte postale).
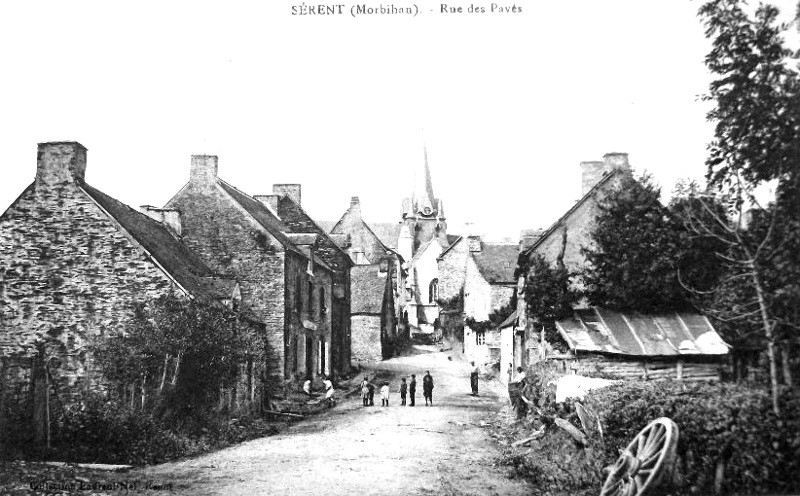
La Rue des Pavés vers 1925 (carte postale).

#### La Seconde Guerre mondiale

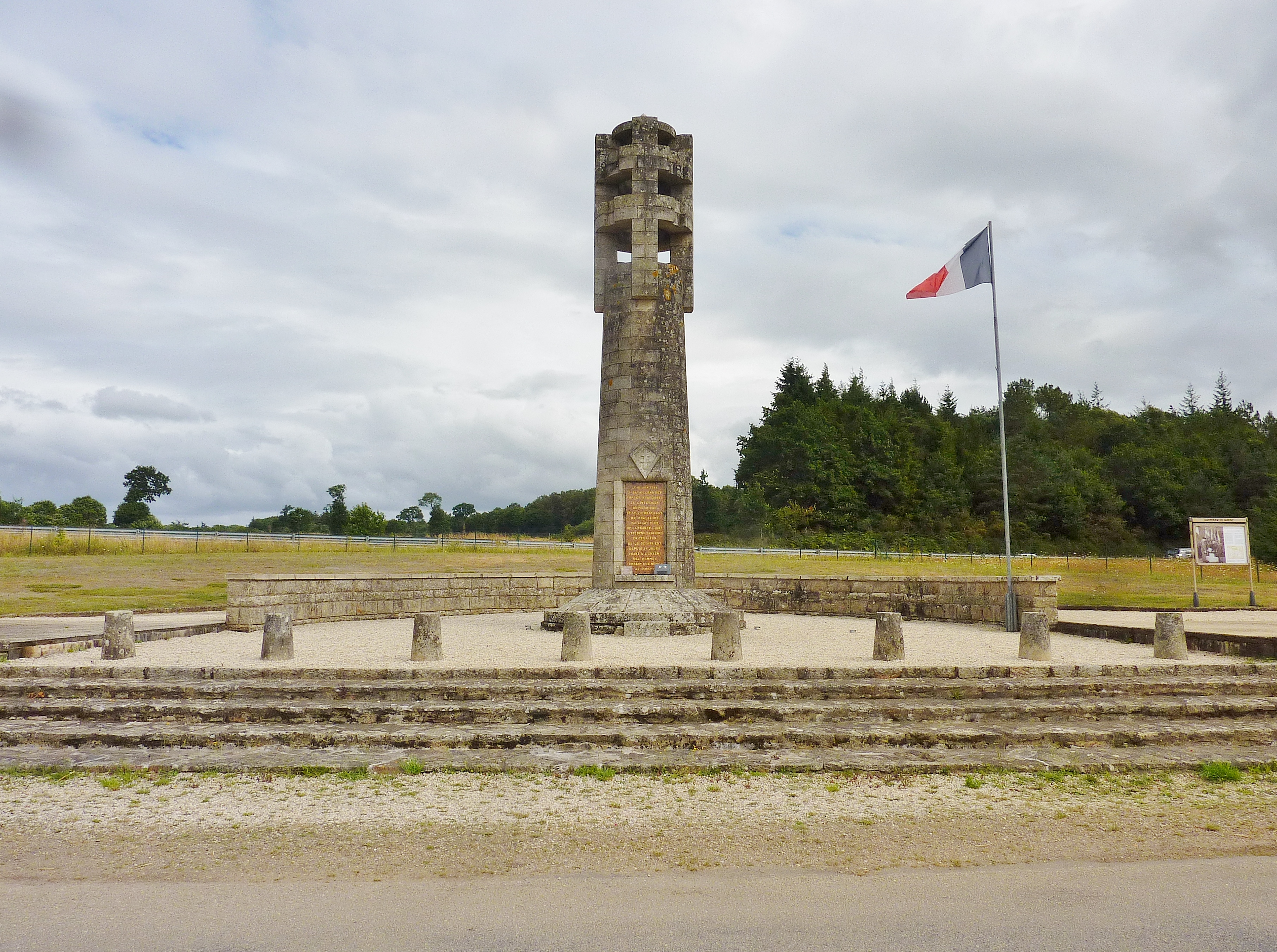
Sérent et Saint-Marcel : le mémorial de la Résistance.

Lors de la Seconde Guerre mondiale, le maquis de Saint-Marcel (18 juin 1944), haut lieu de la Résistance, était en fait situé essentiellement sur la commune de Sérent autour de la ferme de La Nouette. Sérent eut donc à déplorer les exactions de l'occupant (en grande majorité des soldats géorgiens engagés dans l'armée allemande). Un monument commémoratif est situé à la limite des deux communes de Sérent et Saint-Marcel.
Le 21 juin 1944, trois jours après le combat de Saint Marcel, une patrouille allemande découvre une dizaine de parachutistes et de patriotes réfugiés dans une maison abandonnée sur les ardoisières de Pinieux. Au cours du combat, deux parachutistes, Roger Vautelin, de Joinville-le-Pont, et l'aspirant Louis Arcille, dit "François Mariani", de New York, sont tués. Les corps furent découverts dans la carrière de Cadieu et inhumés dans le cimetière de la chapelle des Haies.
Le monument aux morts 1939-1945 de Sérent porte les noms de 45 personnes mortes pour la France pendant la Deuxième Guerre mondiale. Ce monument, constitué de trois blocs de granite, fut inauguré le 21 juillet 1946.

#### L'affaireDésirée Le Mené
Désirée Allain, épouse Le Mené, blessée lors d'un bombardement de 23 novembre 1943 de la gare de Vannes (elle  habitait alors dans cette ville) se réfugia avec son fils Maurice dans son village natal de la Foliette en Sérent. Devenue femme de ménage au service des Allemands, elle fut fortement suspectée de collaboration et notamment d'avoir dénoncé au moins 7 des 17 résistants fusillés le 27 juin 1944 à Plumelec. Arrêtée par des résistants, elle est, ainsi que son fils, détenue à la ferme du Bois-Hurel et tuée (après avoir été battue et violée), ainsi que son fils âgé au lors de 12 ans (il menaçait de dénoncer les résistants) sur ordre du lieutenant Le Bourvellec, chef local de la résistance FFI, par Lucien Crété (meunier au Grand Fao en Pleumeleuc). De retour de captivité, Stéphane Le Mené, époux et père des deux exécutés, porta plainte ; Lucien Crété est arrêté le 8 janvier 1947, puis condamné à une peine de prison avant d'être amnistié le 24 janvier 1952 par le tribunal militaire de Paris ; cette affaire fut provoqua une polémique d'ampleur nationale.

#### L'après Seconde Guerre mondiale

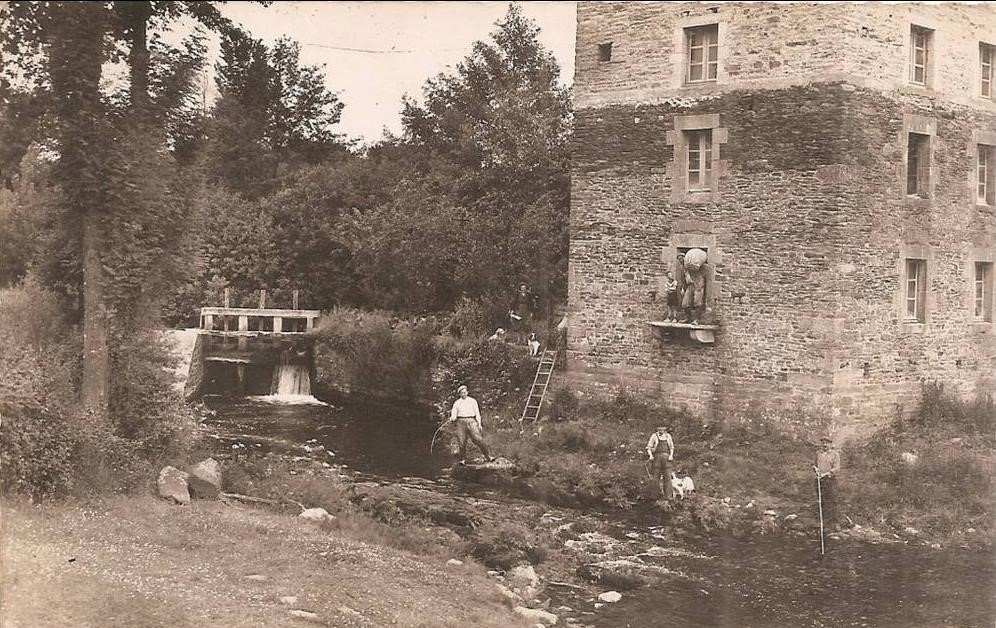
Le moulin de Bovrel vers 1953.

## Politique et administration

### Liste des maires
| Période      | Période                    | Identité                         | Étiquette    | Qualité |
| ------------ | -------------------------- | -------------------------------- | ------------ | --- |
| 1800         | 1809                       | Jean Lucas de la Pommeraye,      |              | Receveur des Devoirs à Josselin, puis Percepteur des Contributions de Sérent, Lizio et Saint-Guyomard. Capitaine de la Garde nationale de Malestroit en 1790. |
| 1809         | 1821                       | Pierre Lucas                     |              | Notaire. |
| 1821         | 1832                       | Alexandre Maitrot de Varennes    |              | Sans profession lors de son décès. |
| 1833         | 1838                       | Mathurin Lallin                  |              | Laboureur. |
| 1838         | 1848                       | Joseph François Rouxel           |              | Propriétaire. |
| 1848         | 1848                       | Joseph Marie Rigourdel           |              | Laboureur. |
| 1848         | 1849                       | Félicité Louis Marie Marchandeau |              | Notaire. |
| 1849         | 1852                       | Joseph François Rouxel           |              | Déjà maire entre 1838 et 1848. |
| 1852         | 1855                       | Joseph Marie Rigourdel           |              | Déjà maire en 1848. |
| 1857         | 1871                       | Théodore Lucas                   |              | Propriétaire et négociant. |
| 1871         | 1895                       | Joseph Goulard                   |              | Laboureur à Tréalet. |
| 1895         | après 1911                 | Pierre-Marie Faucheux            |              | Démissionne en 1902 mais réélu ensuite |
|              |                            |                                  |              | |
|              |                            |                                  |              | |
| 1941         | 1945                       | Emmanuel Jeanroy                 |              | Commerçant. |
| 1945         | 1947                       | Francis Touzé                    |              | Commerçant. |
| 1947         | 1953                       | Emmanuel Jeanroy                 |              | Déjà maire entre 1941 et 1945. |
| 1953         | mars 1977                  | Francis Touzé                    |              | Commerçant Réélu en 1959, 1965 et 1971. |
| mars 1977    | mars 2001                  | Roger Gatinel                    | DVD          | Artisan boucher, maire honoraire. |
| mars 2001    | 26 mai 2020                | Alain Marchal                    | DVG          | Maître d'œuvre retraité. |
| 26 mai 2020  | mars 2023                  | Yves Hutter                      | DVG          | Consultant retraité Démissionnaire. |
| 4 avril 2023 | En cours (au 8 avril 2023) | Rozenn Guégan                    | DVG Horizons | Chargée de mission et assistante de direction Conseillère départementale de Moréac. (2021 → )                                                                 |

## Démographie
L'évolution du nombre d'habitants est connue à travers les recensements de la population effectués dans la commune depuis 1793. Pour les communes de moins de 10 000 habitants, une enquête de recensement portant sur toute la population est réalisée tous les cinq ans, les populations de référence des années intermédiaires étant quant à elles estimées par interpolation ou extrapolation. Pour la commune, le premier recensement exhaustif entrant dans le cadre du nouveau dispositif a été réalisé en 2006.

En 2022, la commune comptait 3 386 habitants, en évolution de +11,09 % par rapport à 2016 (Morbihan : +3,82 %, France hors Mayotte : +2,11 %).
| 1793  | 1800  | 1806  | 1821  | 1831  | 1836  | 1841  | 1846  | 1851  |
| ----- | ----- | ----- | ----- | ----- | ----- | ----- | ----- | ----- |
| 2 600 | 2 025 | 2 708 | 2 754 | 2 890 | 2 927 | 2 826 | 2 875 | 3 120 |

| 1856  | 1861  | 1866  | 1872  | 1876  | 1881  | 1886  | 1891  | 1896  |
| ----- | ----- | ----- | ----- | ----- | ----- | ----- | ----- | ----- |
| 3 102 | 3 042 | 3 066 | 2 927 | 2 913 | 2 956 | 3 126 | 3 087 | 3 134 |

| 1901  | 1906  | 1911  | 1921  | 1926  | 1931  | 1936  | 1946  | 1954  |
| ----- | ----- | ----- | ----- | ----- | ----- | ----- | ----- | ----- |
| 3 112 | 3 137 | 3 074 | 2 902 | 3 048 | 3 050 | 2 898 | 2 739 | 2 608 |

| 1962  | 1968  | 1975  | 1982  | 1990  | 1999  | 2006  | 2011  | 2016  |
| ----- | ----- | ----- | ----- | ----- | ----- | ----- | ----- | ----- |
| 2 503 | 2 445 | 2 399 | 2 565 | 2 686 | 2 716 | 2 913 | 3 024 | 3 048 |

| 2021  | 2022  | - | - | - | - | - | - | - |
| ----- | ----- | - | - | - | - | - | - | - |
| 3 279 | 3 386 | - | - | - | - | - | - | - |

## Culture et patrimoine

### Langue
La commune de Sérent appartient au pays gallo (en 1850 on y parlait le français ou du moins un dialecte selon le dictionnaire d'Ogée) mais la frontière linguistique bretonne est toute proche et de nombreux noms de hameaux sont d'origine bretonne tels que Brambily, Brément, Couëdru, Lescoet, Lesquidy, Quéhellec, Trealet, Trédano, Tréfiguet, Trégaro, Tromeur. "Il est hors de doute que le breton se maintint dans cette région au-delà du XIIIe siècle"  (E. Vallerie, Traité Top. hist. Br., III, § 2.66).
La commune est engagée depuis 2018 dans la promotion de la langue gallèse avec la signature de la charte « Du Galo, dam yan, dam vèr ! : Du Gallo, Oui bien sûr ! ».

### Lieux et monuments
- Le bourg de Sérent possède de nombreuses maisons anciennes, certaines datant des XVe siècle et XVIe siècle, d'autres des siècles suivants ; le portail de l'ancien presbytère est le seul élément subsistant de ce dernier et a été probablement construit par Jean de Malestroit, qui fut recteur de la paroisse jusqu'en 1405, avant d'être évêque de Saint-Brieuc[73].
- L'église Saint-Pierre[74] ; elle abrite l'urne cinéraire en forme de cœur d'Olivier de Sérent, mort en 1710[75] ;

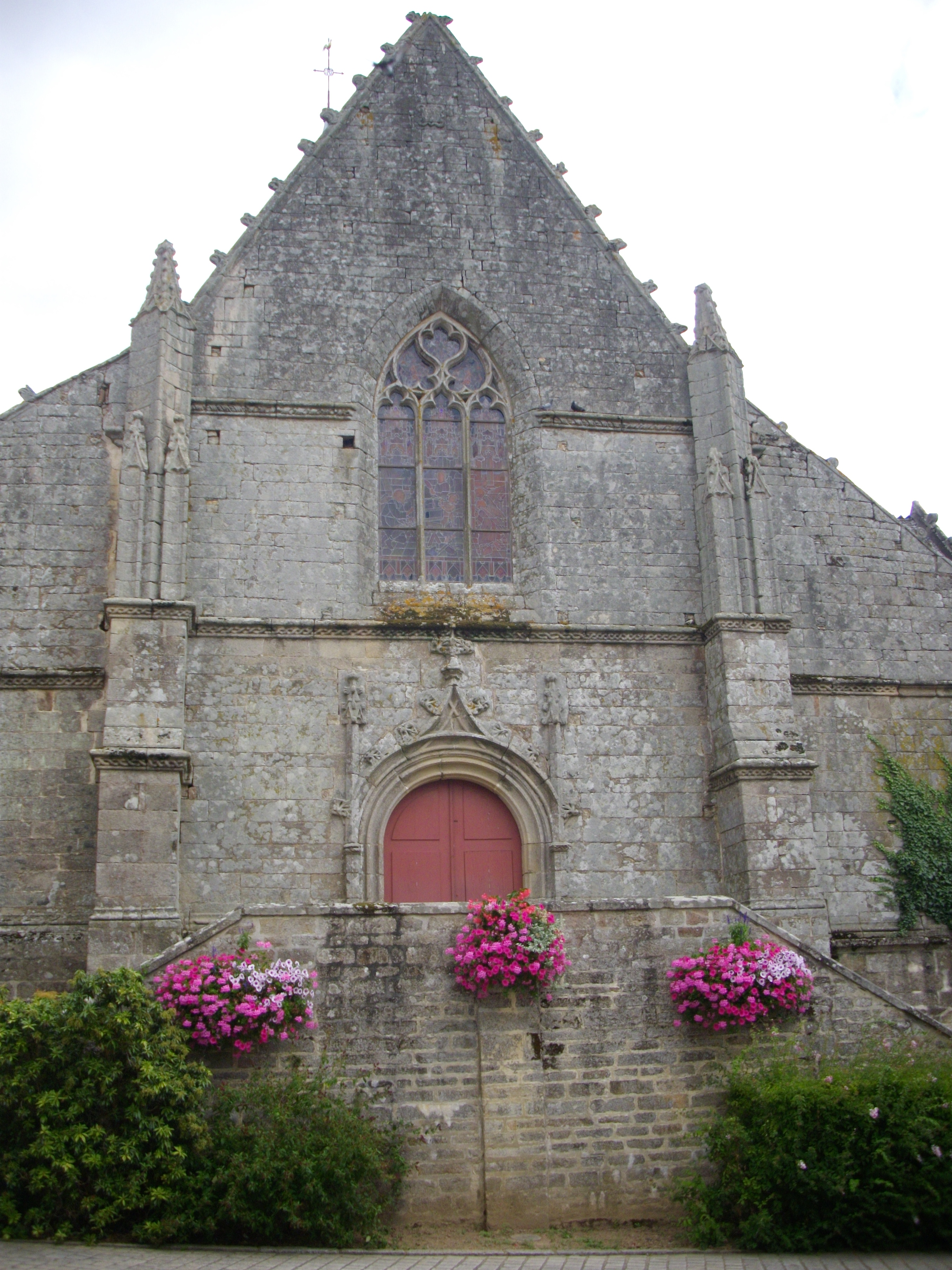
Église Saint-Pierre : façade.
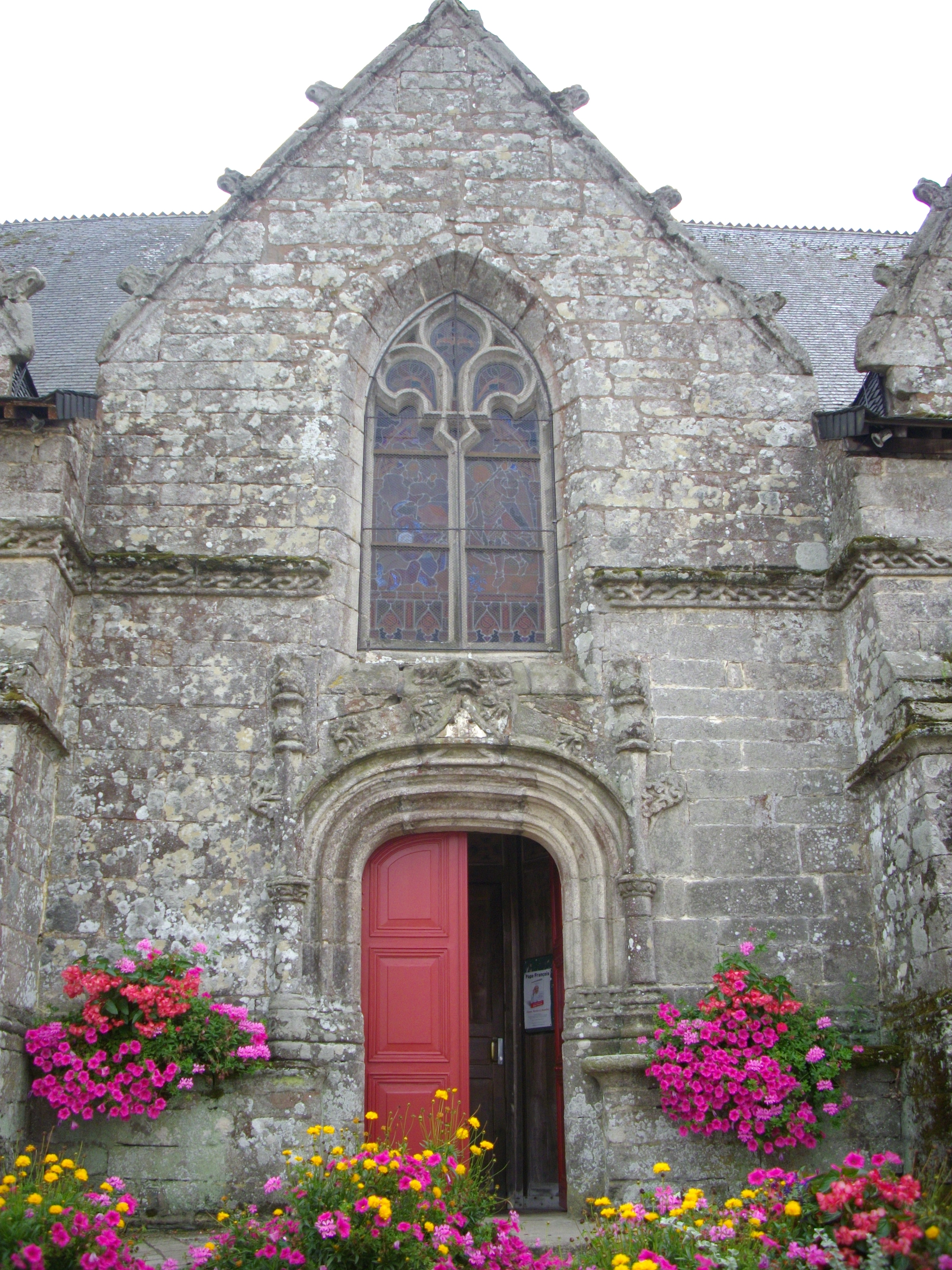
Église Saint-Pierre : porche septentrional.
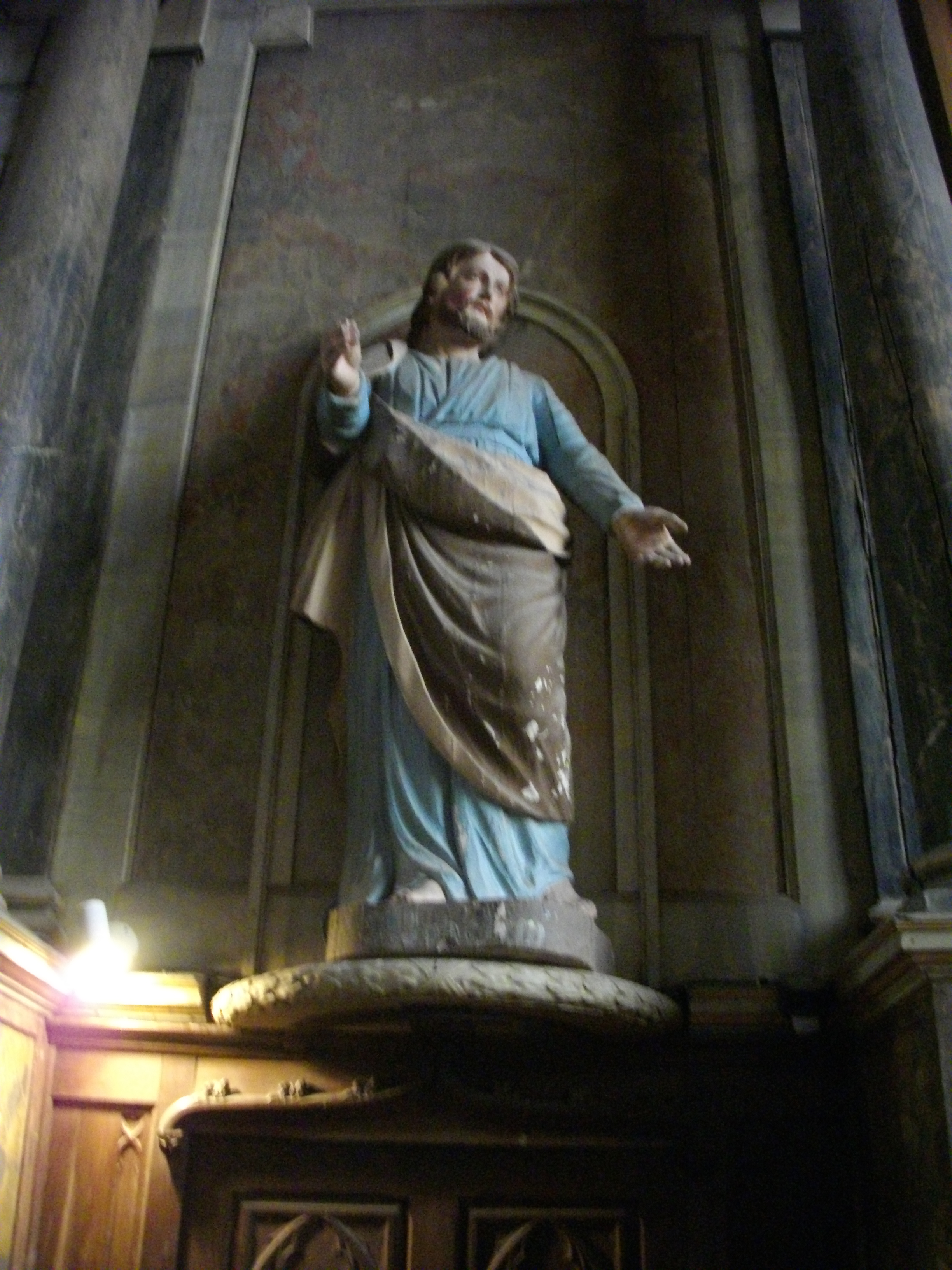
Église Saint-Pierre : statue de saint Joachim.
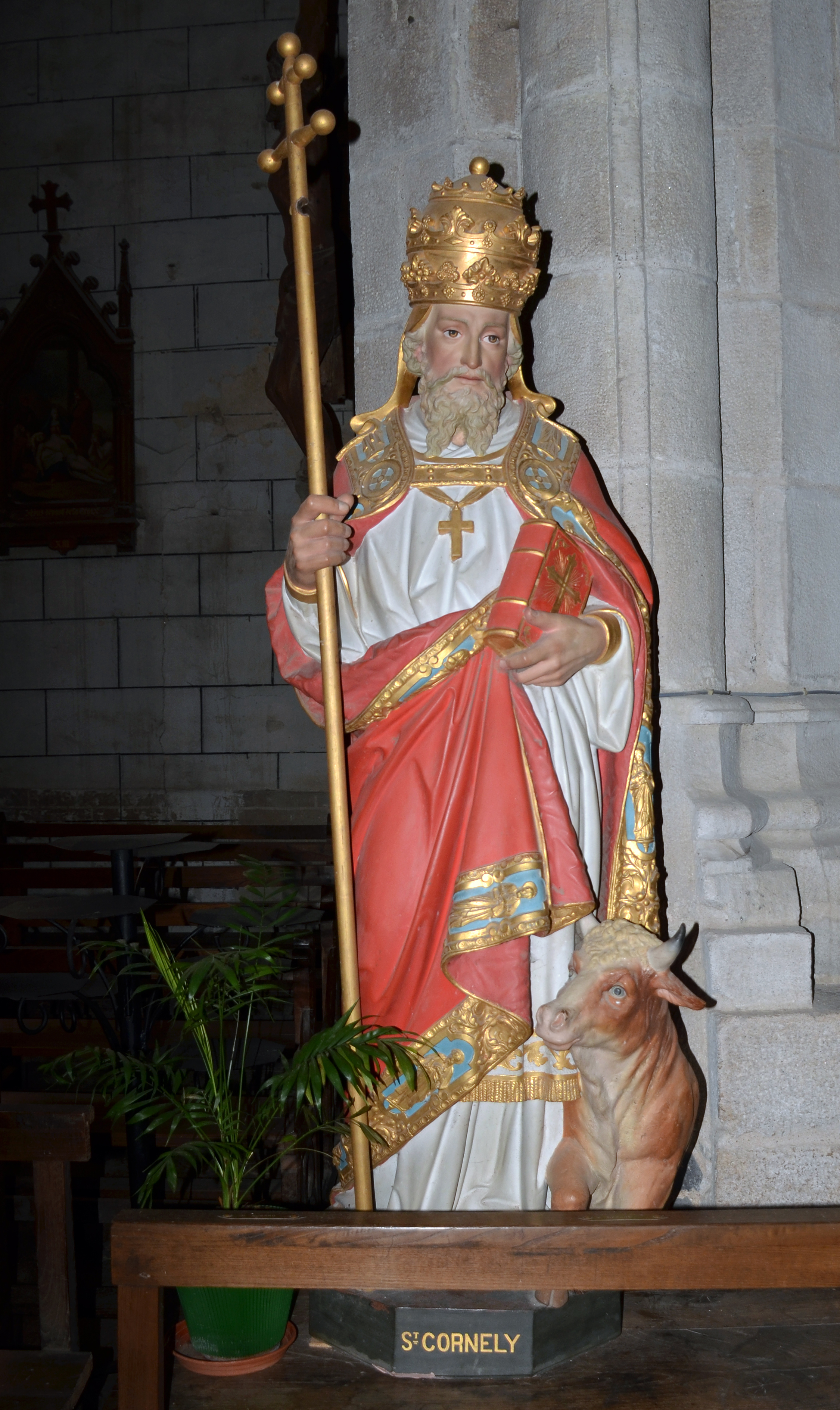
Église Saint-Pierre : statue de saint Cornély.
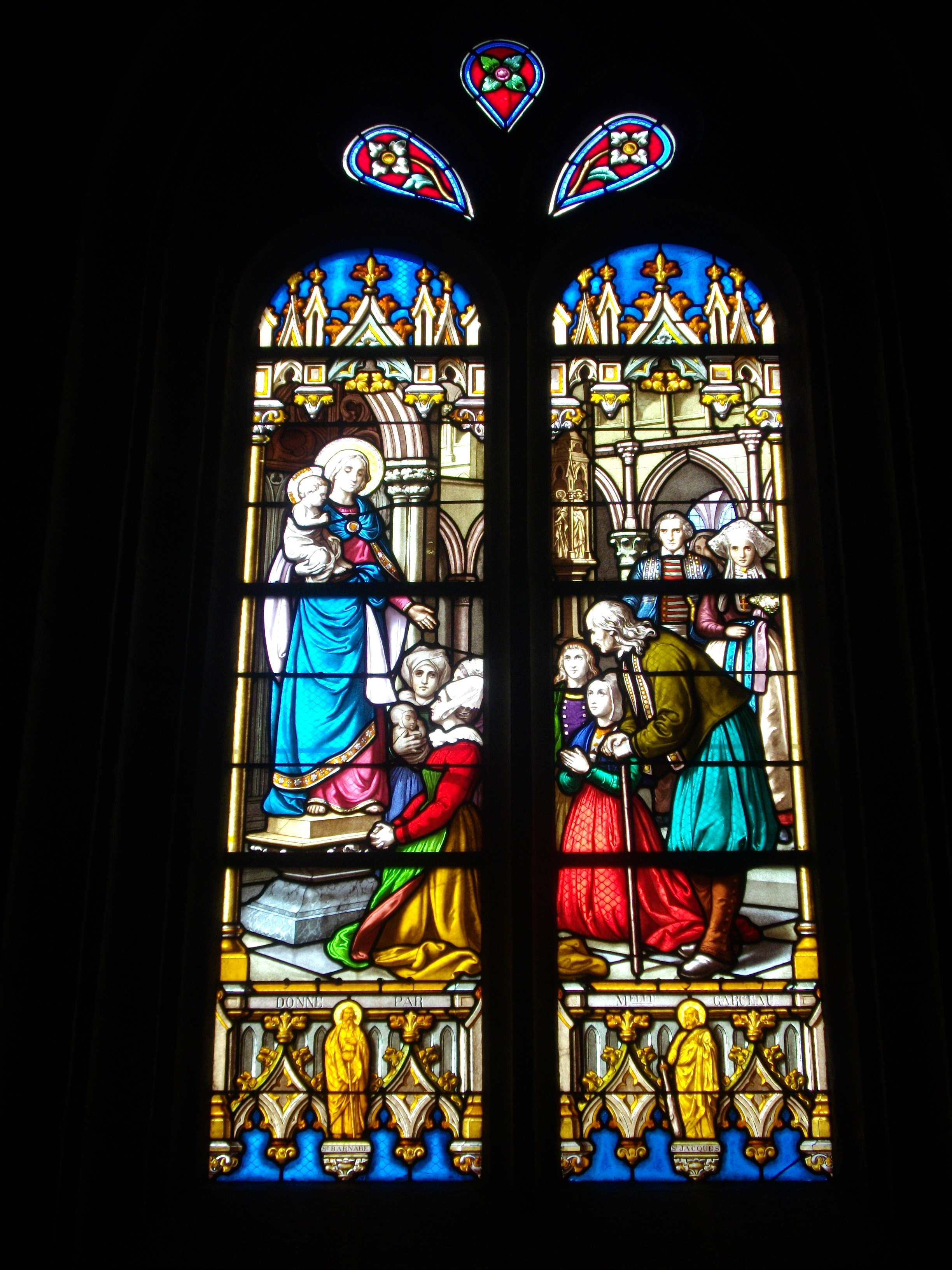
Vitrail : Vierge à l'Enfant et pénitents.

- le manoir de Ruscouart date du XVe siècle, il est inscrit à l'inventaire général du patrimoine culturel[76] ;
- Le manoir de Tromeur (XVe – XVIe siècle), propriété de Jean de Sérent. La seigneurie avait au XIVe siècle un droit de haute, moyenne et basse justice. Puis le manoir est successivement la propriété des familles Delhoaye (Symon Delhoaye en 1427), Hingant (en 1436), d'Avaugour (Julien d'Avaugour en 1536), Francheville (en 1630), Collobel du Bot-Langon (en 1664), Brébian (à la Révolution), Kergoët, Gazeau des Boucheries, La Vallée et Givry. Il est remanié en 1740 par J.F de Collobel et de l'édifice primitif, ne subsistent qu'un portail et une tour qui abrite un escalier. Le corps de logis date du XVIIIe siècle. Au XIXe siècle, la distribution intérieure du manoir est divisée en deux avec la construction d'un escalier desservant la partie nord du manoir. Côté sud, des chambres sans caractère particulier sont aménagées. On y trouve un puits et un colombier[77] ;

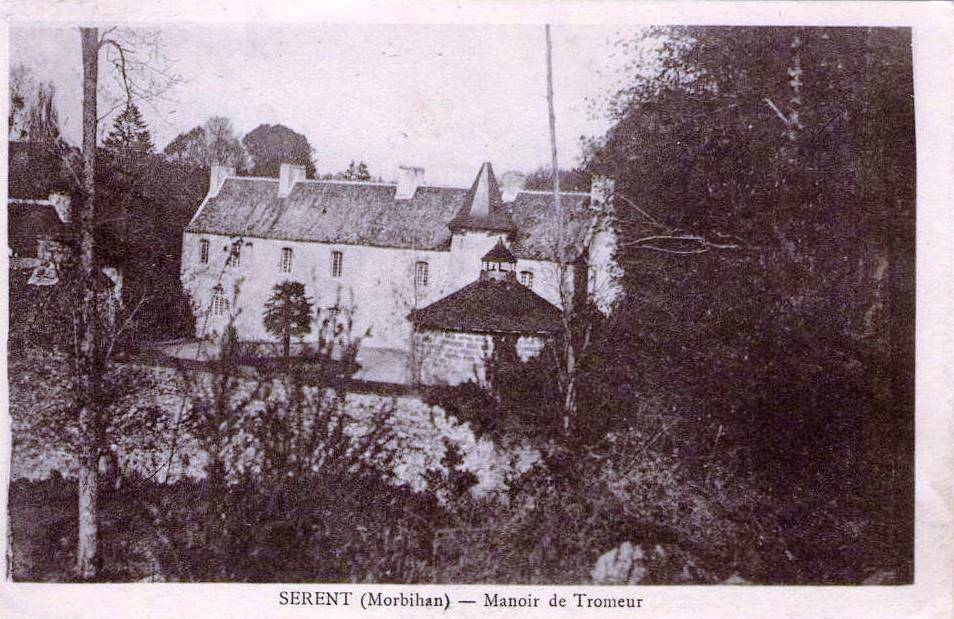
Le manoir de Tromeur (carte postale ancienne).
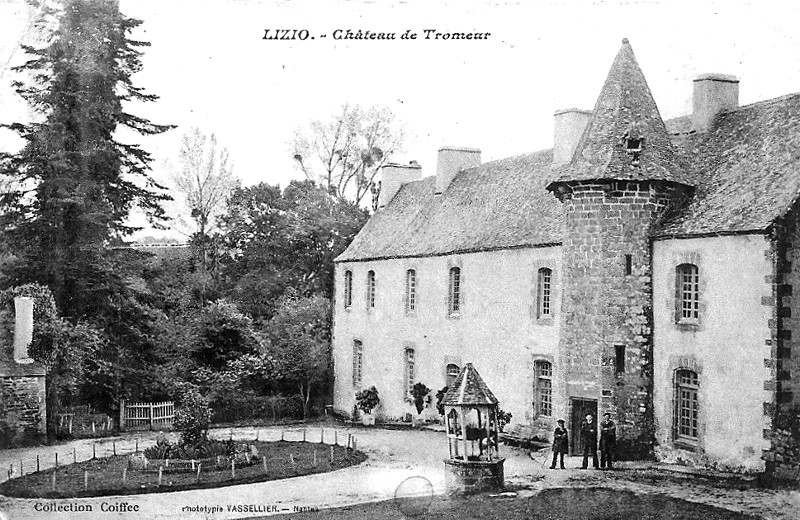
Le château de Tromeur vers 1920 (carte postale Vasselier).

- Le manoir de la Ville Gros (XVIIe siècle) : propriété successive des familles Le Blaye ou Blay (au XVe – XVIe siècle, Eon Le Blay en 1464 et en 1481, Raoul Le Blay ou Le Bloy en 1536), Bruban (en 1639), Beaucamp, Maitrot de Varenne (en 1812), Kerarmel, La Villetanet et Buteau. On y trouve une chapelle privée dédiée à saint Joseph qui date de 1636. Un bâtiment supplémentaire est ajouté au manoir au XIXe siècle ;
- Le château de la Salle (XVIIe et XIXe siècles) : il possédait autrefois un droit de haute justice. Propriété de Renaud de la Salle en 1427, de Thébaud de la Salle en 1464, et du sieur de Carné en 1536. Il était la propriété de la baronnie de Sérent qui le conserve jusqu'au XVIIIe siècle. Il devient ensuite la propriété de la famille Guerri, conseiller au Parlement de Bretagne. Ce château est acquis à la Révolution par le comte de Cramezel de Kerhué ou Kerhoué, puis par le vicomte Charles de Couëssin et ses descendants (les familles Kowalski et Pellegrin). Le domaine possède un logis principal du XVIIe siècle partiellement reconstruit au XIXe siècle (vers 1820). Il possède un puits, une chapelle privée et un calvaire. Travaux : chapelle reconstruite fin XIXe siècle (avec remploi de matériau XVIe siècle ) ; logis du XVIIe siècle ; partiellement reconstruit fin XIXe siècle, croix fin XIXe siècle dans le style du XVe. Il est inscrit à l'inventaire général du patrimoine culturel[78] ;

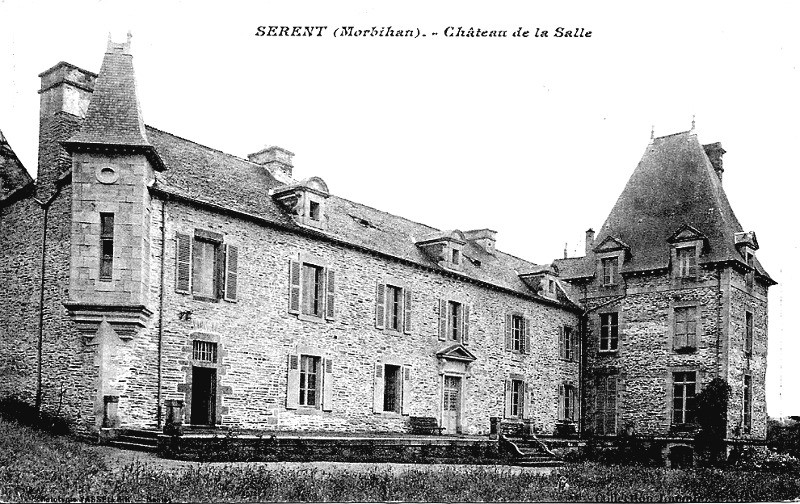
Le château de la Salle vers 1925 (carte postale).

- Le manoir de Bohurel (1613 inscription de (re)construction) : siège de l'ancienne seigneurie du Bot-Hurel, avec droit de moyenne justice, ayant appartenu successivement aux familles Bohurel (en 1360), Guillaume Le Voyer et Johannet Heraud (en 1427), Jehan Guillart (en 1464), et Antoine Juzel (en 1536)[Note 20], Jean de Luxembourg et dame Raoulette Cado son épouse (en 1604), Le Goesche, sieur de Réron (en 1770), Le Corre, Omez (depuis 1975). Le manoir est restauré au XVIIIe siècle. Incendié en 1944 et partiellement reconstruit à cette époque. Il est inscrit à l'inventaire général du patrimoine culturel[80].;
- Le château de La Houletière : siège de l'ancienne seigneurie de La Ville-Raix ou Ville-Rée qui possédait un droit de haute, moyenne et basse justice. Propriété successive de la famille de Sérent XIVe siècle, Guillaume des Forges (en 1460), Louis du Val (en 1536), Jean des Prés de La Bourdonnaye (en 1660) et de l'abbé de Brignac (en 1770).
- Le manoir de la Rivière : siège de l'ancienne seigneurie de la Rivière ayant appartenu à une branche cadette de la famille de Sérent, propriété de Geoffroy de Sérent en 1464 et de François de Sérent en 1536. Il possédait autrefois une chapelle privée[81]. Le porche dont le toit a disparu est surmonté d'un vaste espace à usage de colombier[82]. Un cromlech se situe non loin du manoir, il a un diamètre de 2,70 mètres ; les sept pierres qui le composent ont, en moyenne, 70 cm de hauteur. Il est inscrit à l'inventaire général du patrimoine culturel[83] ;
- Le château de Rohéan (XVe siècle), en ruine vers 1840. Siège de l'ancienne seigneurie de Rohéan avec droit de moyenne justice ayant appartenu successivement aux familles Callac (Guyon Callac en 1464 ; la famille Callac est aussi mentionnée en 1513), Le Carné, seigneurs de Castelan-Rohéan (en 1680), du Bot, Boisset (en 1770). Au XXe siècle, Mlle de Brellé fit don de la demeure à l'évêché qui le revendit vers 1914 à la famille Payen. Il devient en 1919, la propriété de la famille Briand.
- Le manoir de La Ville-Quélo[81]. Siège d'une ancienne seigneurie ayant un droit de haute justice et appartenant à la famille de Sérent en 1770. On mentionne Guillaume de Lanvaux et Hervé Vaillant en 1427, et le sieur de Brignac en 1536. Il possédait autrefois une chapelle privée.
- Le calvaire Sainte-Suzanne (XVIe siècle) son fût central - encadré par quatre colonnes coiffées de sphères - figure l'agonie du Christ ; ce calvaire comporte un large soubassement précédé d'un autel et dominé par cinq balustres étagés.
- La chapelle Sainte-Suzanne est surtout connu pour ses fresques qui couvrent les murs de la nef et représentent des scènes des Croisades[84] ;

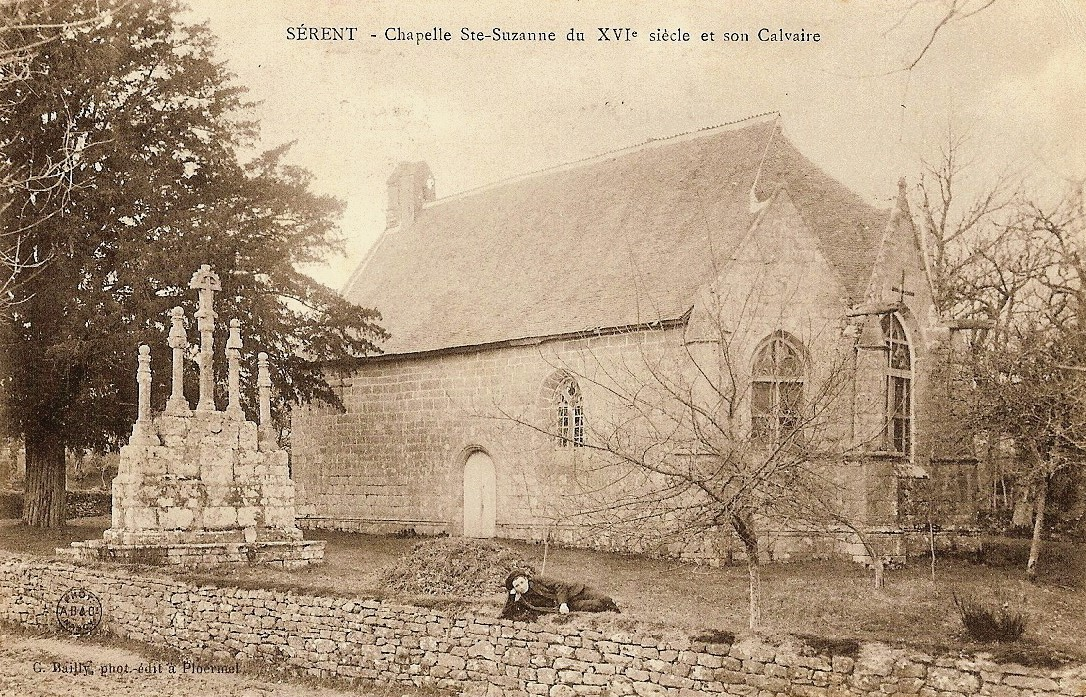
La chapelle Sainte-Suzanne de Sérent et son calvaire (carte postale, vers 1920).
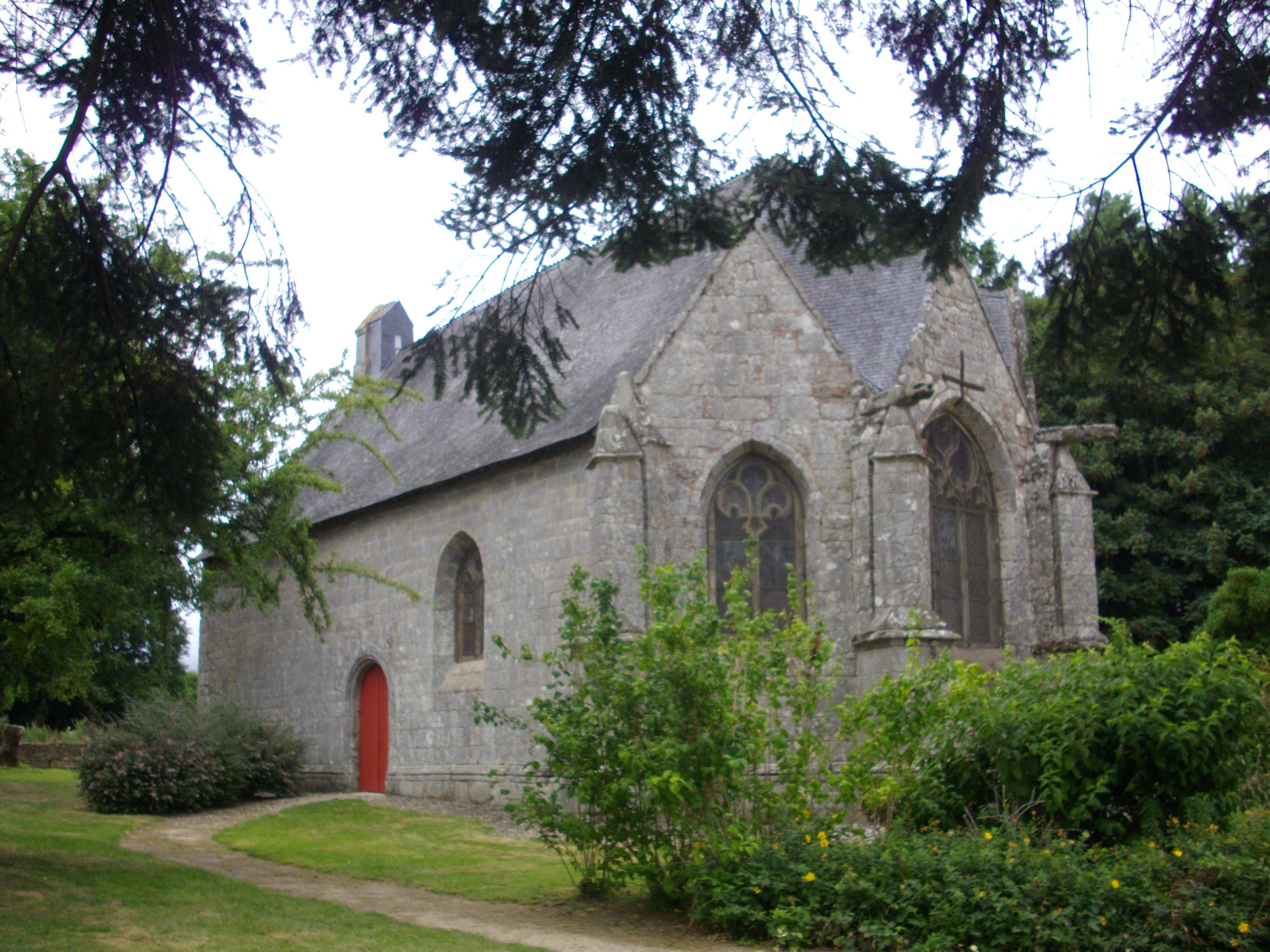
Chapelle Sainte-Suzanne : vue extérieure d'ensemble.
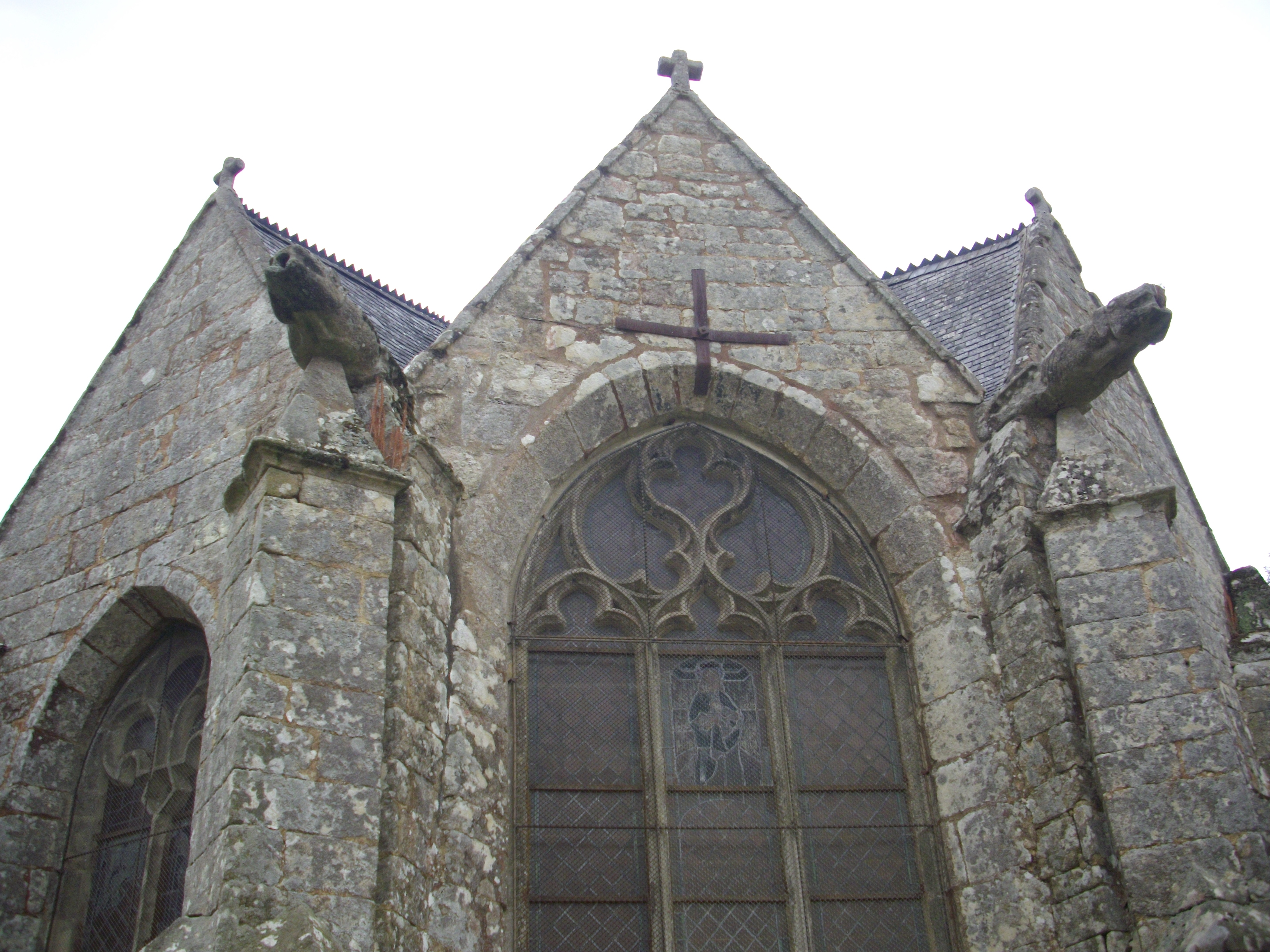
Chapelle Sainte-Suzanne : le chevet.

- La chapelle Saint-Symphorien (XVIe – XVIIe siècle), située au village de Couesboux. Elle est de forme rectangulaire et dotée d'un vaisseau unique avec lambris de couvrement[85] ;
- La chapelle Saint-Jacques[86] ;elle possède notamment une poutre de gloire[87] ;
- La chapelle Saint-Barnabé: elle aurait été reconstruite au XVIIIe siècle[88] : sa table d'autel date du XVIIe siècle[89].
- La chapelle Saint-Sébastien ; sa nef daterait de la fin du XVe siècle, ainsi qu'une croix monumentale située dans son enclos, où se trouve aussi un if de plus de 300 ans classé "Arbre remarquable de Bretagne"[90] ;
- La chapelle Saint-Joseph : elle date de 1636[91] ;
- L'ancienne chapelle Notre-Dame, reconstruite au XIXe siècle au village des Broussettes.
- La croix de Le Croizo (XIIIe – XIVe siècle). Elle est fichée dans une dalle de granit.
- La croix sculptée des Prescles (on dit /prèk/, sans doute d'un bas-latin predices désignant un lieu de prédications, mot passé par le breton qui a conservé le /k/, avant le passage à la langue romane), découverte en 1944 (les éléments de l'ancien fût, ornés de motifs serpentins, ont été retrouvés plus tard).
- La croix des parachutistes : elle commémore les 3 parachutistes tués à cet endroit par les Allemands le 21 juin 1944[56].
- Plusieurs autres croix de chemin : les Rues Maillet[92] ; la Touche Poupeaux[93] ; les Trégouets ; la Madeleine[94] ; le Tertre ; Couédru ; etc..
- Les moulins à eau de la Salle, de Tromeur, de Brévent, de Marzac, de la Ville-Baud, de la Vallée, du Rhun.
- Les moulins à vent des Coëts, de la Bourdonnaye, de Pinieux, de Brambily.
- La tourbière de Kerfontaine, zone naturelle d'intérêt écologique, faunistique et floristique de type I.

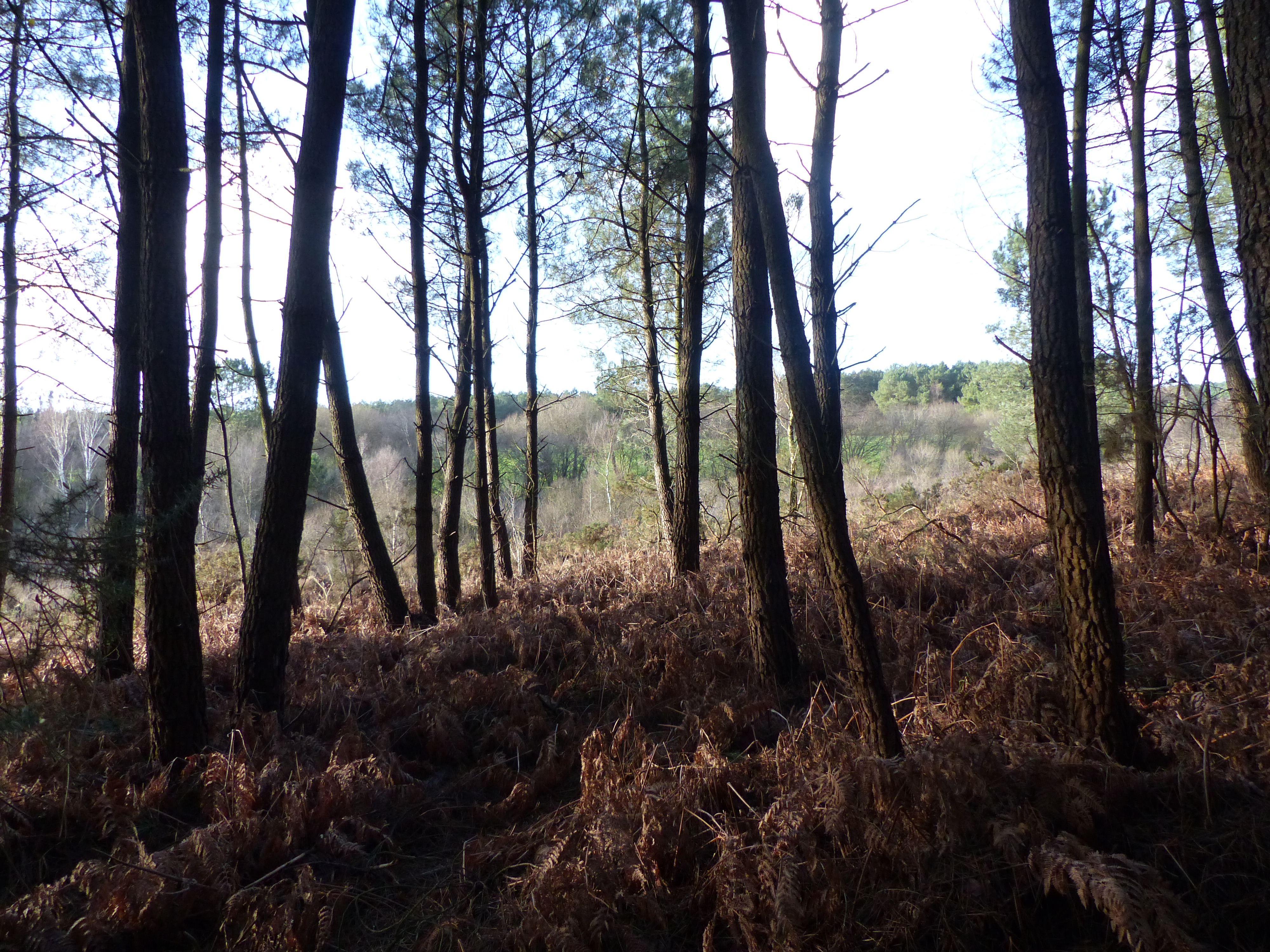
Tourbière de Kerfontaine : paysage boisé.
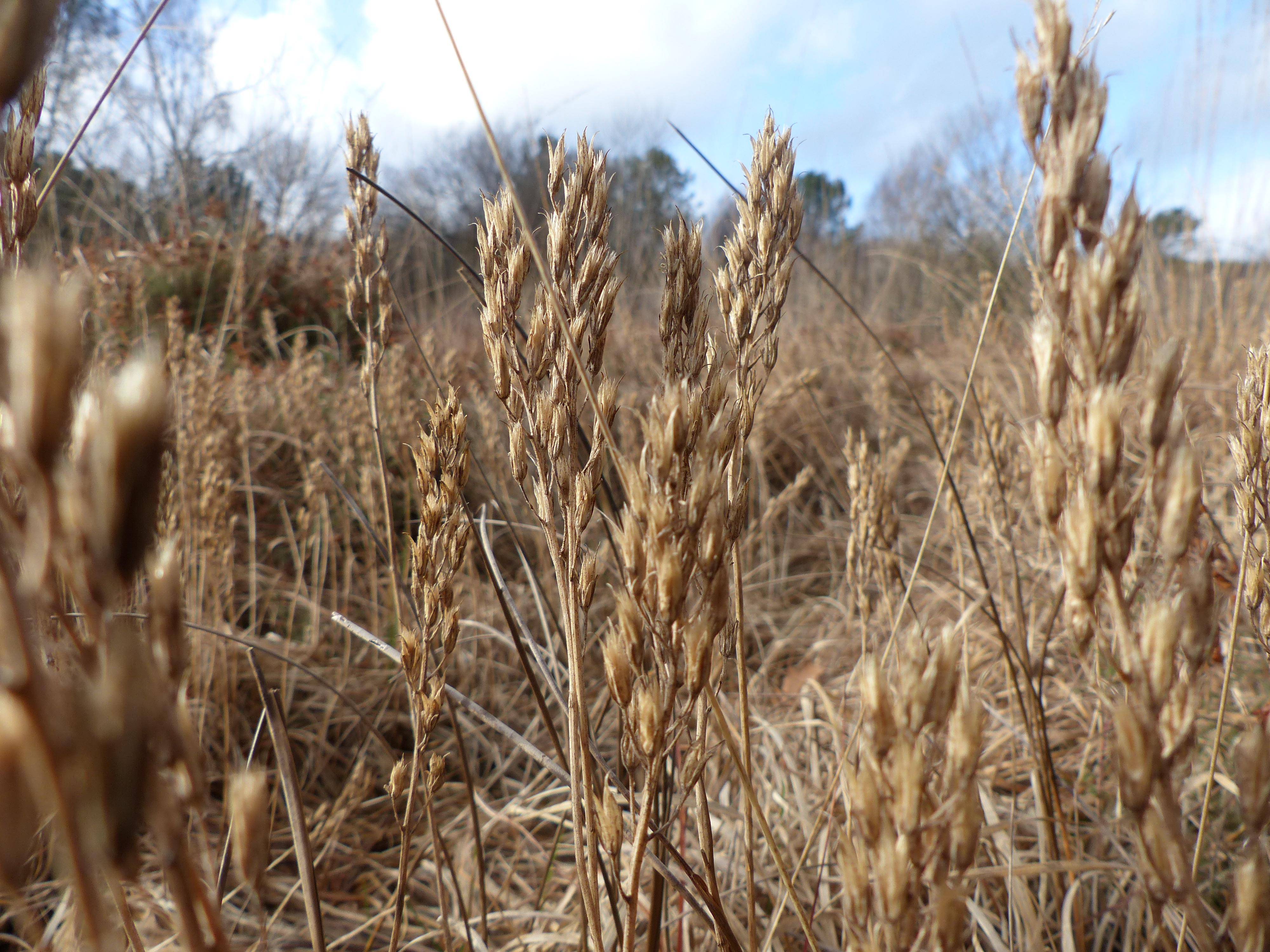
Tourbière de Kerfontaine : paysage de landes.
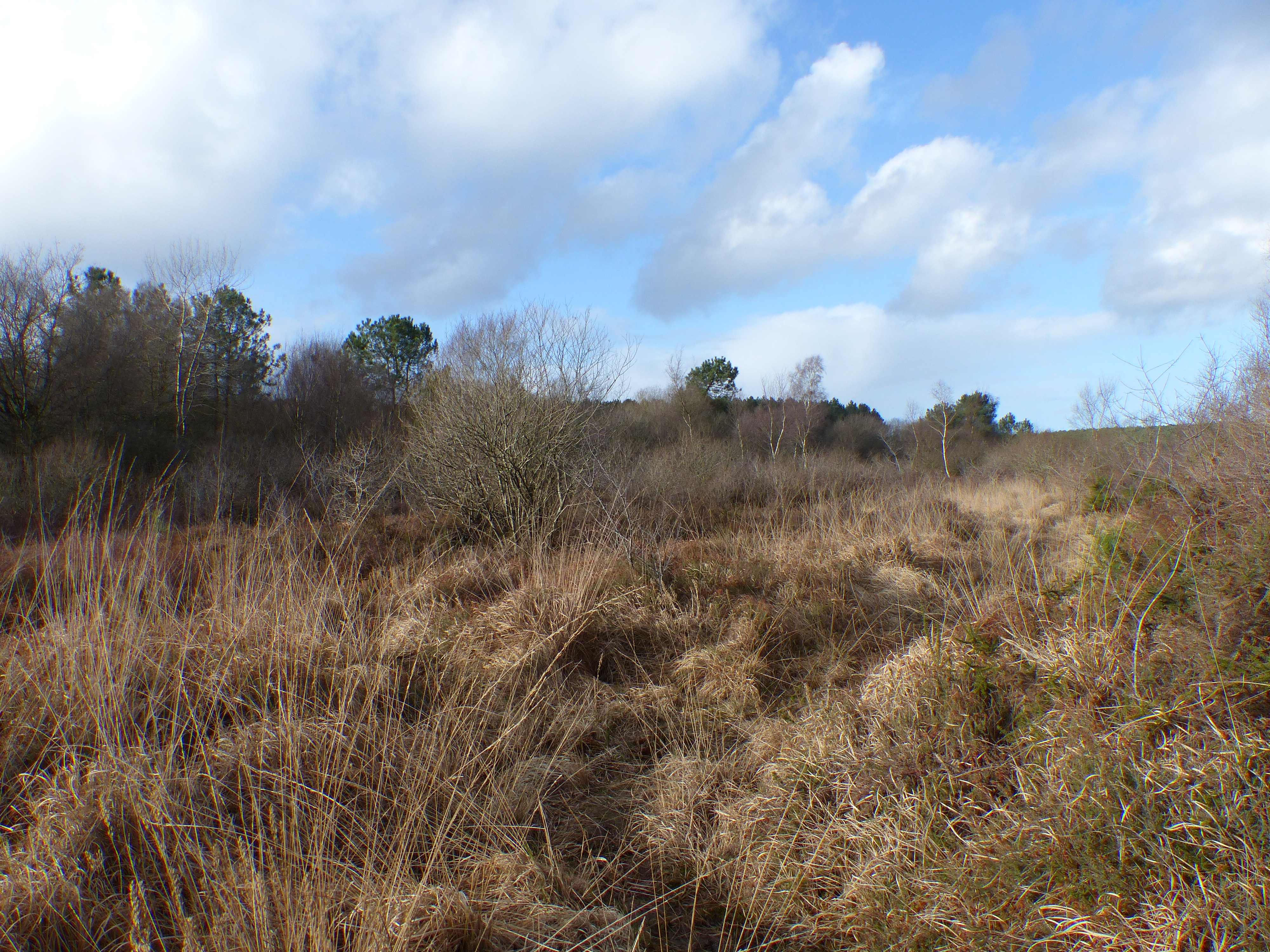
Tourbière de Kerfontaine : paysage de landes.

### Légende de la Drague de Sérent
La tradition veut qu'au Xe siècle, une bête énorme dévorait femmes et enfants puis se retirait dans le bois de La Salle situé près du bourg et qu'elle était souvent vue buvant dans l'étang qui s'y trouvait. Un jour, le seigneur de Sérent rassembla ses vassaux, les nobles et les autres, pour traquer et éliminer le monstre qu'on nommait la Drague et parvint à le tuer lui-même. Pour remercier et faire honneur à leur seigneur, ses vassaux décidèrent d'une procession le jour de la Saint-Pierre, patron de la paroisse et le dimanche suivant.
Dans cette cérémonie, la Drague était une sorte de bannière prenant la forme d'un énorme serpent ou dragon, de 7,50 mètres de long, 2,50 mètres  de large et 4,50 mètres  de haut d'après l'abbé Cillart, composée de bois, d'osier et de mauvaises tapisseries ornées d'écussons du seigneur. Il s'agissait d'un rituel très précis : le jour de la Saint-Pierre, le seigneur de Sérent faisait courir la Drague, en la faisant porter par une douzaine de personnes puis l'un de ses vassaux, choisi l'année précédente en faisait de même. Le dimanche suivant, le même vassal prenait pour l'occasion le titre de duc et revêtu d'un manteau, ganté et éperonné, il faisait à son tour promener la Drague en la précédant, monté sur un cheval caparaçonné, comme s'il venait de livrer un combat à la bête et de la mettre à mort. Après la grand-messe et les vêpres, la procession faisait trois fois le tour du cimetière de Sérent et à chaque tour, devant la porte principale, un sergent disait à haute voix : "Gric da Molac, se garde qui voudra de la guivre qui va courir, Gric da Molac !". "Gric da Molac" signifie, en breton, "Silence à Molac", symbole à la fois de paix et d'autorité. La devise complète des seigneurs de Molac était "En bon espoir, gric à Molac". Les aînés de la Maison de La Chapelle étant à la fois barons de Molac et barons de Sérent, on comprend mieux le lien qui unissait ces deux paroisses dans cette coutume. À cette occasion, le seigneur de La Salle devait fournir la farine, le bassin et le bois nécessaires à la préparation d'une bouillie préparée par le duc de l'année précédente. Cette bouillie était ensuite servie aux pauvres à La Salle, où la tradition situait la mort de la bête.

#### Légende de saint Guyomard
Paul Sébillot raconte la légende de La malédiction de saint Guyomard : « Lorsque les gens de Sérent voulurent choisir saint Guyomard pour leur patron, il n'obtint pas, tant s'en faut, l'unanimité des suffrages, et les habitants du village de Boqueret [Bocquidet] s'opposèrent énergiquement au choix qu'on en voulait faire, et dirent de lui plus que pendre. Aussi, après son élection, le saint se vengea en lançant sur eux cette malédiction :
 Tant sur Boqueret sera

 Borgne ou boîteux il y aura.

 
Saint-Guyomard est le nom d'une paroisse du Morbihan, formée d'une trève de Sérent ».

### Héraldique
|  | Les armoiries de Sérent se blasonnent ainsi : D’or à trois quintefeuilles de sable. |

## Personnalités liées à la commune
- Famille de Sérent
- Gabriel Mathurin Joseph Loaisel (1747-1825), prêtre et homme politique, né à Sérent.
- Alexis Lucas de la Pommeraye[Note 21], né le 27 avril 1772 à Sérent (fils de Jean Lucas de la Pommeraye, maire de Sérent entre 1800 et 1809), officier, décédé le 29 avril 1811 à Perpignan[98].
- Bernard Harent (1916-1944), officier du 2e régiment de chasseurs parachutistes, Compagnon de la Libération, mort à la ferme de la Nouette.